# Alexander Zverev

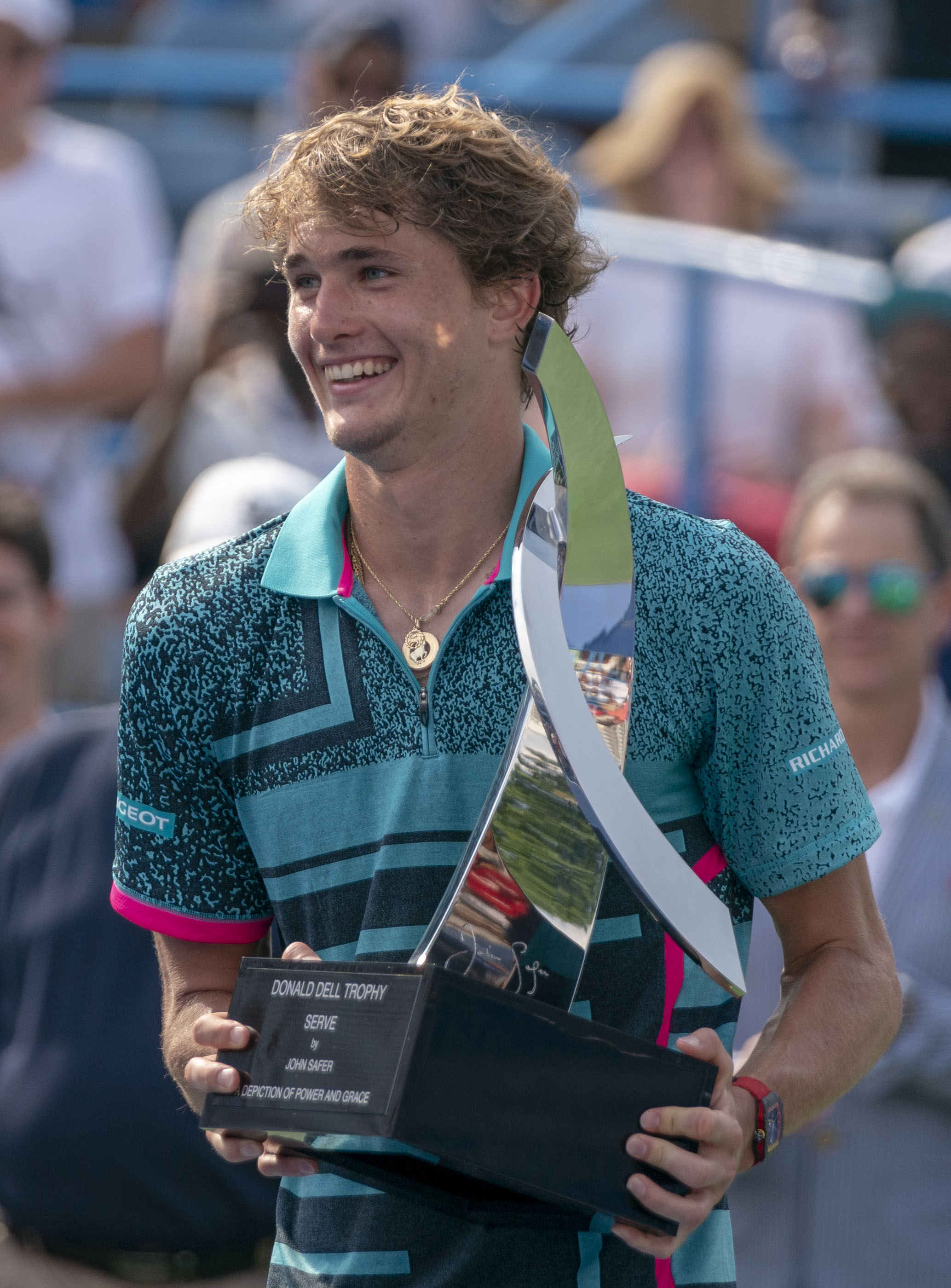
Alexander Zverev con el trofeo del Torneo de Washington 2018.

Alexander «Sascha» Zverev (pronunciación en alemán: /ˌalɛˈksandɐ ˈzaʃa ˈtsfɛʁɛf/; Hamburgo, 20 de abril de 1997) es un tenista alemán de ascendencia rusa. 
En 2018, logró alzarse con el trofeo del ATP Finals. Además, ha ganado siete Masters 1000 , ha sido finalista del Abierto de Estados Unidos en 2020, del Abierto de Francia en 2024, y del Abierto de Australia en 2025. Su ranking más alto a nivel individual ha sido el puesto N°2, conseguido el 13 de junio de 2022. Y ahora mismo se consagra como N°3 del mundo en el ATP Ranking.
En 2021, se consagró campeón olímpico en Tokio 2021 tras vencer al ruso Karén Jachánov en la final.
Es hermano menor del también tenista Mischa Zverev (n. 1987). El padre de ambos, Aleksandr Zvérev Sr., es un extenista soviético que compitió en la Copa Davis defendiendo a la Unión Soviética y fue entrenador de Alexander hasta 2022, fecha en que fue relevado por el extenista español Sergi Bruguera.

## Carrera

### Júnior

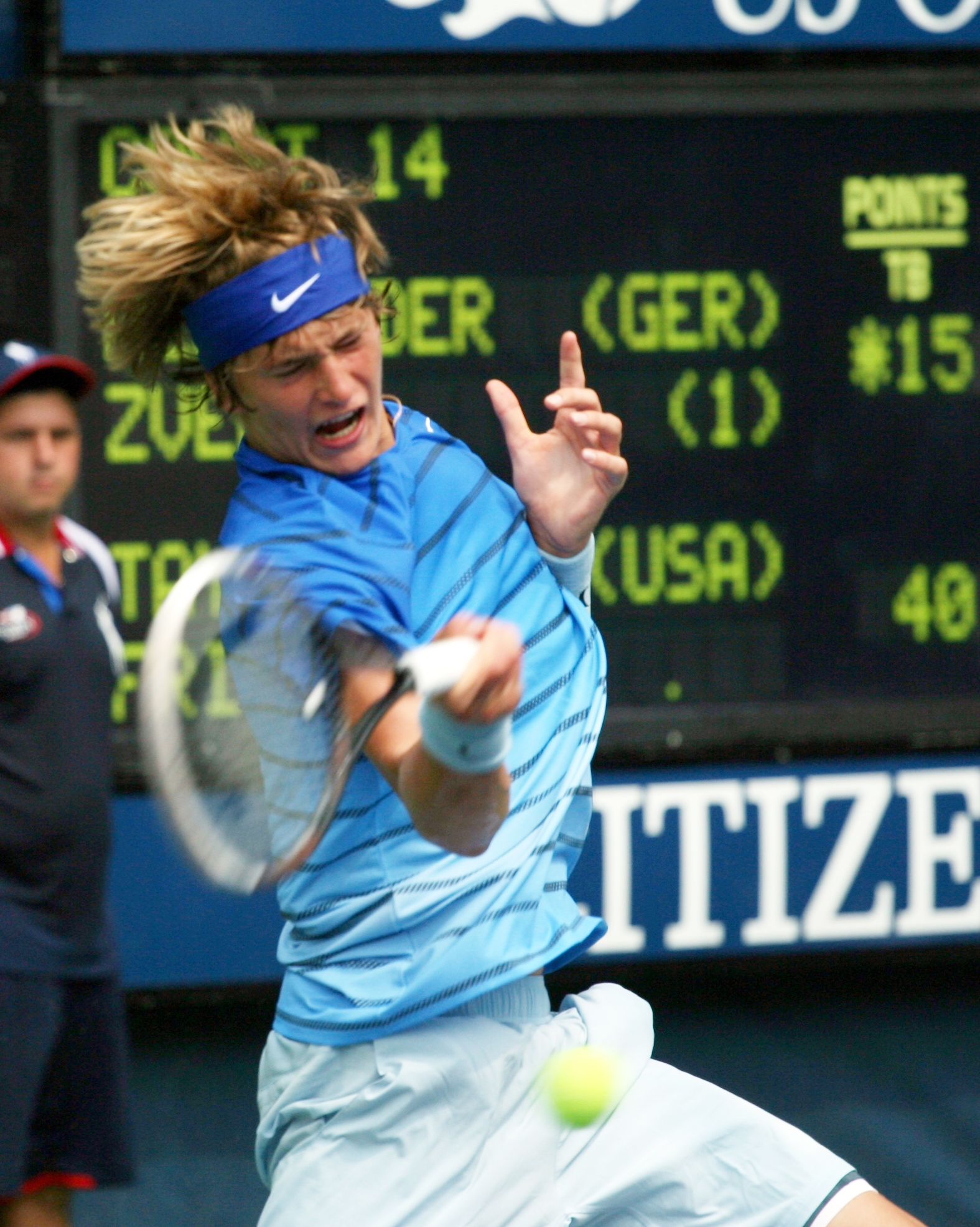
Zverev en el US Open Junior 2013.

Comienza en el año 2011 disputando torneos clasificatorios para torneos juveniles en ocasiones sin éxito, pero entrando a los cuadros principales en otras.
En enero del año 2012, gana su primer torneo juvenil. Se hace con un torneo grado 4 disputado en los Emiratos Árabes. En febrero nuevamente obtiene otro título, esta vez grado 5, en Omán.
En el año 2013, hay una notoria progresión en su juego y comienza a disputar finales de torneos más importantes. En abril y mayo, gana dos torneos, uno Grado 1 y otro Grado A como son el 18ème Open International Junior de Beaulieu-sur-Mer disputado en Francia, y el 54 Trofeo Bonfiglio disputado en Italia.
Con gran éxito se presenta en el Torneo de Roland Garros categoría júnior, llegando a la final, en lo que fue su actuación más destacada hasta el momento. Pierde en la final ante el chileno Christian Garín.
Con estos triunfos logra escalar hasta el puesto n.º 2 del ranking combinado júnior.
Como primer cabeza de serie disputó el US Open 2013 categoría Júnior, donde cayó derrotado en semifinales ante el croata Borna Ćorić por 6-4, 3-6 y 6-0.
Pero se toma revancha en el Abierto de Australia 2014 categoría júnior donde obtiene el título, derrotando en la final al estadounidense Stefan Kozlov por 6-3 y 6-0. Zverev se ha convertido en el tercer teutón en levantar el título del abierto de Australia en la modalidad de menores de 18 años. Después de que lo hicieran Nicolas Kiefer en 1995 (ex número 4 del mundo) y Daniel Elsner en 1997, poco nombrado en el circuito profesional.

## Circuito profesional

### 2011-2012
Comienza a dar sus primeros pasos en el circuito profesional a mediados del año 2011 y 2012. Disputa principalmente torneos ITF y cuadros clasificatorios para torneos challengers. En noviembre de 2012, disputa su primera final en el future USA F32 perdiendo la final ante el francés Reynet.

### 2013
Corría el año 2013 y Zverev llegaba a la Final de Roland Garros Juniors 2013 ante el chileno Christian Garin quién lo derrotaría por 6-4 y 6-1, quien también derrotó a Borna Ćorić en semifinales.
En el mes de julio, disputa por primera vez un encuentro de la categoría ATP. Recibió una invitación de la organización del Torneo de Hamburgo 2013 y de esta manera se enfrentó en la primera ronda del cuadro principal ante el español Roberto Bautista-Agut perdiendo 3-6, 2-6.

### 2014: Semifinal en ATP de Hamburgo

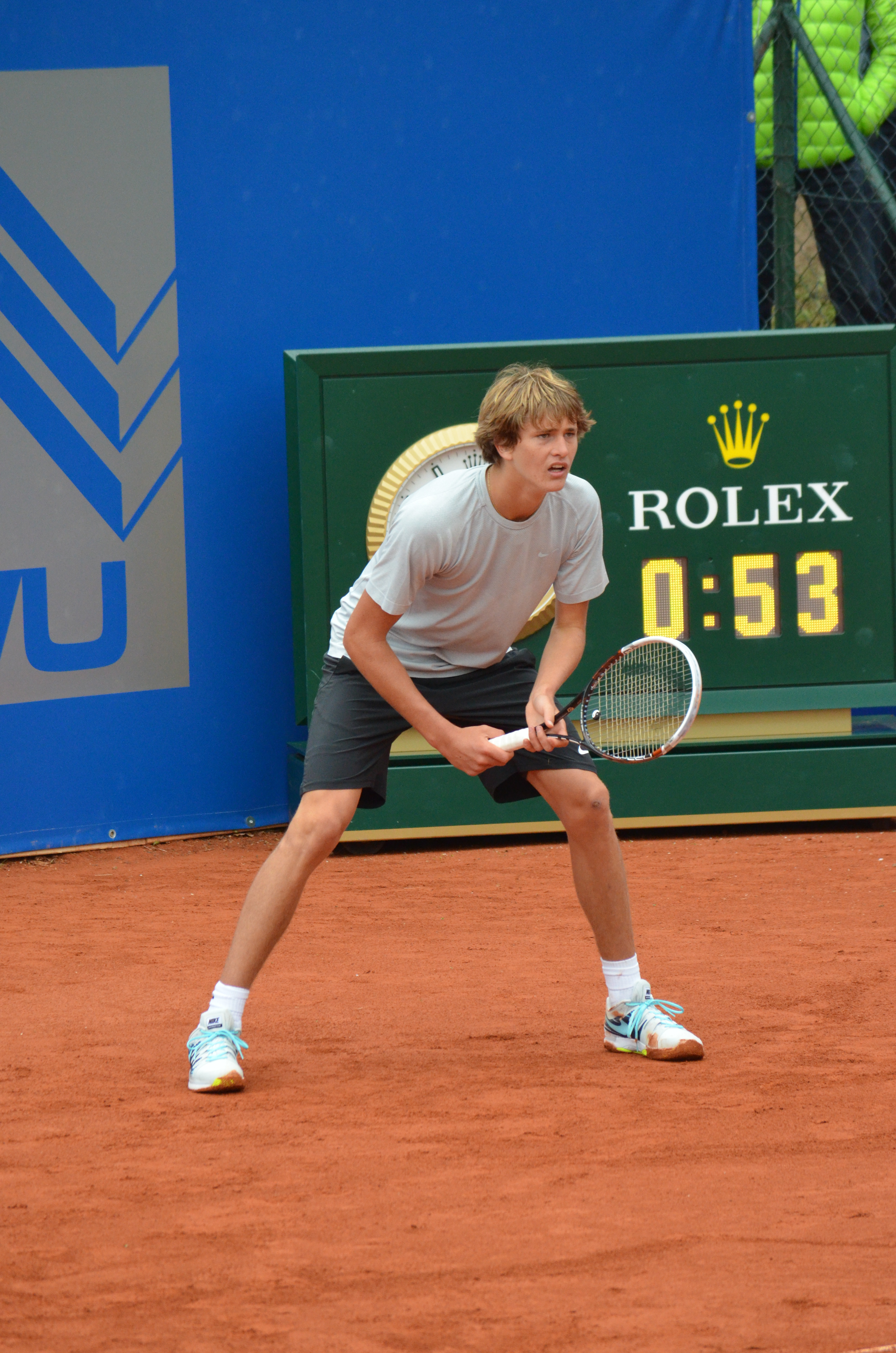
Zverev en 2014.

Después de ganar el título del Abierto de Australia 2014 en categoría júnior, Zverev cambió su enfoque hacia su carrera profesional, jugando solo en eventos profesionales durante el resto del año. Inicialmente, tuvo problemas en la gira profesional, al no poder clasificarse para el cuadro principal en sus primeros cinco eventos de la temporada. No ganó un partido en el cuadro principal de un Challenger hasta en Neckarcup, su décimo torneo del año.
En los primeros seis meses, Zverev compitió en 10 torneos Challenger, solo clasificando a cinco. También entró en cinco eventos ATP 250, pero no pudo clasificar para ninguno de los principales sorteos (aunque sí recibió una invitación para el Torneo de Múnich, en donde perdió en primera ronda contra el austriaco Jurgen Melzer por 6-1 y 6-2).
Zverev ganó su primer título en el Challenger de Braunschweig en julio con apenas 17 años sobre polvo de ladrillo, en la primera ronda derrotó al n.º 87 Tobias Kamke. En segunda ronda batió al alemán Nils Langer y en cuartos al brasileño João Souza. También derrotó al primer cabeza de serie y n.º 56 del mundo Andréi Golúbev en las semifinales en sets corridos, y en la final al n.º 89 Paul-Henri Mathieu por 1-6, 6-1 y 6-4 ganando el torneo derrotando a tres Top 100. Con 17 años y 2 meses, Zverev se convirtió en el jugador más joven en ganar un torneo Challenger desde que Bernard Tomic ganó el Challenger de Melbourne 2009. Además de Tomic, solamente Richard Gasquet, Rafael Nadal, Juan Martín del Potro y Novak Djokovic ganaron su primer título Challenger más joven que el.
La semana siguiente, recibió un comodín para el Torneo de Stuttgart, y perdió en la primera ronda ante el eventual finalista Lukáš Rosol en doble tiebreak.
"Sascha" ganó su primer partido ATP en ATP 500 de Hamburgo (tras recibir un will-card) cuando derrotó en primera ronda al 51 del mundo Robin Haase por un claro 6-2 y 6-0, convirtiéndose en el tenista más joven (17 años y 3 meses) en la Era Abierta en ganar un partido en un torneo ATP 500. Se enfrentó al número 16 del mundo Mijaíl Yuzhny en la segunda ronda y le ganó por doble 7-5. Esta fue su primera victoria profesional sobre un jugador top 20 y además la primera vez en 10 años que un jugador de 17 años bate a un Top 20 desde Richard Gasquet en 2004. En tercera ronda batió a Santiago Giraldo en otro luchado partido por un score de 6-4 y 7-6(6) logrando ganar sus 3 partidos sin ceder sets accediendo a los cuartos de final y logrando otro récord, ya que se convirtió en el jugador más joven en llegar a los cuartos de final de un torneo ATP 500 con 17 años y 3 meses desde Rafael Nadal (con 17 años y 1 mes) en Bastad en 2003. Allí venció a su compatriota Tobias Kamke por 0-6, 7-5 y 6-3 convirtiéndose en el tenista más joven en hacer una semifinal en ATP 500 desde Marin Čilić en Gstaad 2006. Luego perdió contra el N.º 7 del mundo David Ferrer en semifinales por un categórico 6-0 y 6-1 en menos de una hora.
Tras estos últimos grandes resultados, pasó del puesto 665 del ranking al N.º 285 después de su título Challenger, y su semifinal en Hamburgo lo hizo subir hasta el puesto 161 del mundo. Terminó la temporada en el puesto número 136.

### 2015: Llegada al Top 100 del Ranking ATP

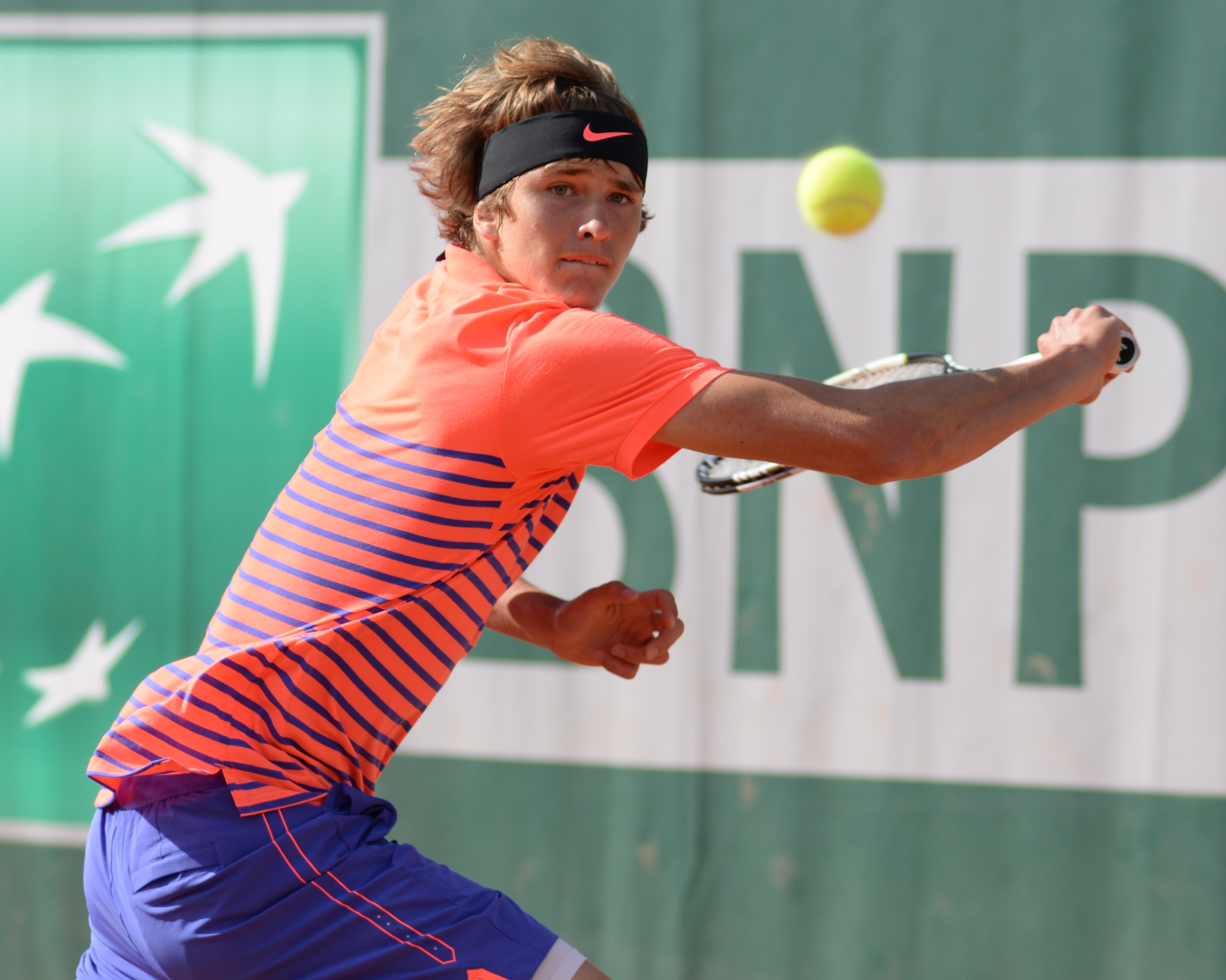
Zverev en 2015.

Al comienzo de la temporada, Zverev todavía se encontraba con un ranking muy bajo como para entrar directamente a los cuadros principales de torneos ATP, lo que lo obligó a seguir jugando Challengers hasta julio. También tuvo que jugar las clasificaciones para torneos ATP durante todo el año. Zverev no calificó para ninguno de los dos primeros Grand Slam de la temporada.
Pero pudo clasificarse a un torneo finalmente en el Masters 1000 de Miami, derrotó a Thiemo de Bakker y João Souza en la clasificación para acceder al cuadro principal y también disputar su primer Masters 1000, en la primera ronda venció a Samuel Groth (69 del mundo) por 7-5, 6-7(5), 6-4 en un partido de 2 horas y 30  minutos para avanzar a la segunda ronda donde fue derrotado por Lukáš Rosol por 7-6(0) y 6-3.
Durante la gira de tierra batida en Múnich, recibió un Wild Card para jugar el cuadro principal, derrotó a Benjamin Becker en la primera ronda por 4-6, 6-1 y 6-2, y fue derrotado por el eventual subcampeón Philipp Kohlschreiber en la segunda ronda por un claro 6-2, 6-4. Mientras que en el dobles se asoció con su hermano Mischa entrando al torneo igual mediante Will Card y llegando a su primera final ATP en dobles terminando subcampeones tras caer con Alexander Peya y Bruno Soares por 4-6, 6-1 y 10-5.
En mayo, Zverev llegó a las semifinales del Challenger de Aix-en-Provence, donde perdió ante Paul-Henri Mathieu. A la semana siguiente, el día 17 de mayo, Zverev ganó su segundo ATP Challenger Series en Heilbronn, Alemania sobre tierra batida. Derrotando al argentino Guido Pella en la final por 6-1 y 7-6(7). En camino a la victoria en Heilbronn, derrotó al campeón defensor y n.º 90 Jan-Lennard Struff en las semifinales. Como resultado de esta victoria, Alexander entró en el Top 100 por primera vez, llegando a ser el n.º 85 del mundo.
Al entrar al Top 100, Zverev entra directamente a Wimbledon siendo este el primer Grand Slam en el que juega, no jugó los 2 primeros del año (Australian Open y Roland Garros) debido a que su clasificación era demasiado bajo.

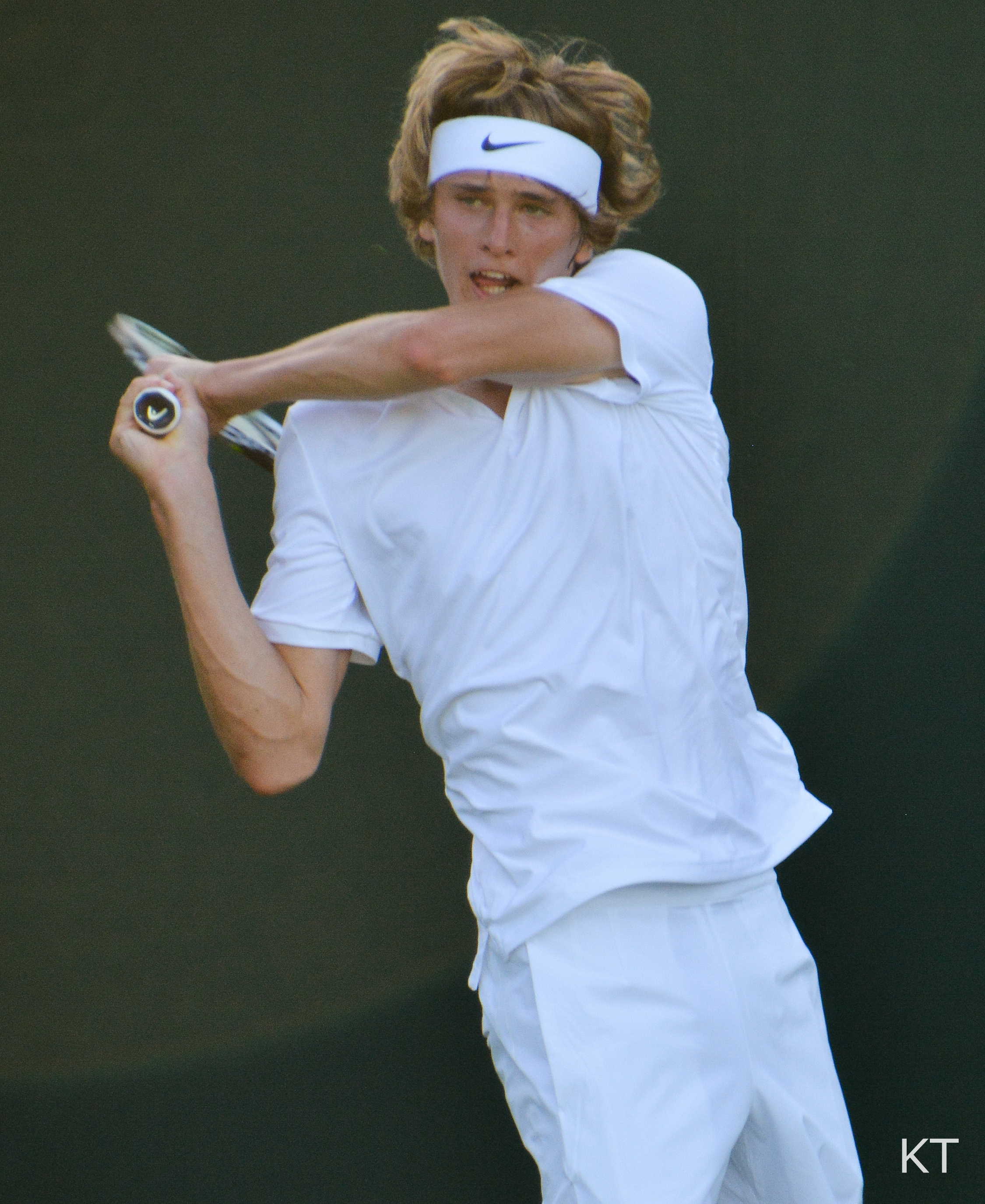
Alexander Zverev disputando por primera vez un cuadro principal de un Grand Slam en Wimbledon 2015.

Previo a Wimbledon, disputó el Torneo de Nottingham tras recibir un WC, derrotó a Mijaíl Kukushkin y Thomaz Bellucci para llegar a la ronda de 16, donde fue derrotado por Marcos Baghdatis por doble 6-3. Como resultado de esto, Zverev logró mejorar su ranking, siendo ahora el n.º 74. Una semana antes de Wimbledon, participó en una exhibición en Buckinghamshire, Reino Unido y para sorpresa de todos venció al N.º 1 del mundo Novak Djokovic por 6-4 y 6-3. Ya en Wimbledon debutó por primera vez en un cuadro principal de un Grand Slam, en primera ronda quedó emparejado con Teymuraz Gabashvili, a quien derrotó en un emocionante partido de cinco sets para lograr su primera victoria en un Grand Slam por un 9–7 en el quinto y último set, y reservar su lugar en la segunda ronda. Fue derrotado por el WC estadounidense Denis Kudla (quien llegó a la cuarta ronda de un Grand Slam por primera vez en su carrera) en cuatro sets.
Después de Wimbledon, optó por jugar en la arcilla y llegó a otra semifinal en el Torneo de Bastad tras derrotar al qualy Julian Reistepr, y Juan Mónaco para avanzar a los cuartos de final, donde derrotó a Thomaz Bellucci en tres sets. En las semifinales fue derrotado por el eventual subcampeón, Tommy Robredo en sets corridos, así regreso a los 100 primeros del ranking después de una semana. Su próximo torneo fue en Hamburgo tras recibir un Will Card entrando directamente al cuadro principal, donde quedó emparejado en la primera ronda contra Tommy Robredo en una especie de revancha de la semifinal de Bastad. A pesar de ganar el primer set en un tiebreak, Zverev finalmente perdió en tres sets por 7-6(3), 4-6 y 2-6, marcando su segunda derrota consecutiva ante el español.

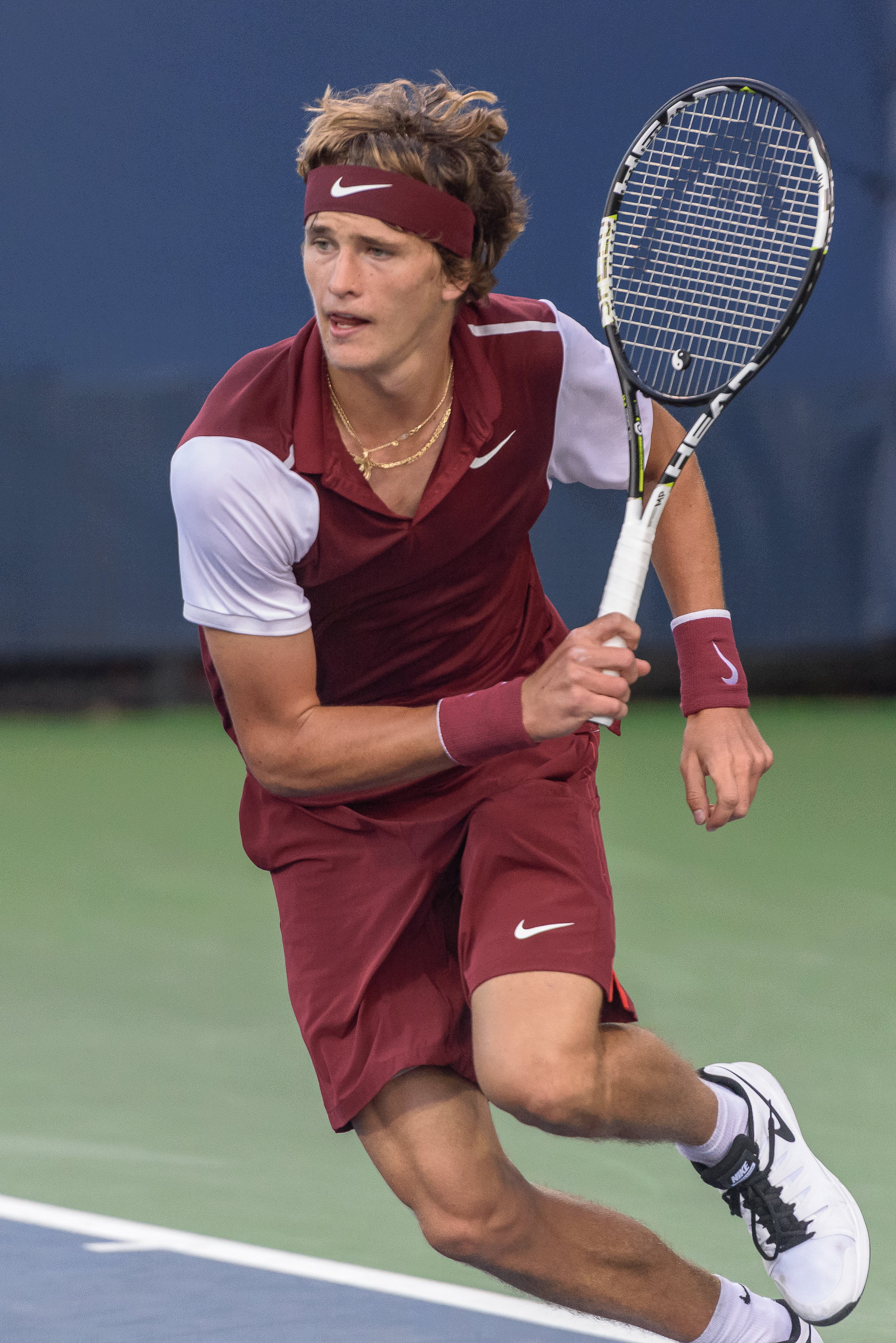
Alexander disputado la fase de clasificación del US Open 2015.

Tras esto, jugó la gira americana sobre pista dura comenzando con el ATP 500 de Washington, donde derrotó al qualy Yoshihito Nishioka, Kevin Anderson y Aleksandr Dolgopólov en camino a los cuartos de final, donde fue derrotado por Marin Čilić en dos disputados sets por 7-5 y 7-6(3). Tuvo una leve caída en el ranking por lo que debió disputar la Clasificación para el US Open. Ganó los tres partidos necesarios para acceder al cuadro principal donde se enfrentó a su compatriota Philipp Kohlschreiber en la primera ronda, cayendo derrotando en un épico partido en cinco sets por 6-7(0), 6-2, 6-0, 2-6, 6-4. Ganó un solo partido más durante la temporada y terminó el año en el puesto número 83 del mundo.
También terminó la temporada como el jugador más joven en el top 100, también ganó el premio ATP Estrella del mañana.

### 2016: Top 20 y Primer título ATP
Representó a Alemania en la Copa Hopman 2016 con Sabine Lisicki. Fue derrotado por Nick Kyrgios y Andy Murray en partidos individuales, sin embargo, logró también una victoria sobre el jugador francés Kenny de Schepper. En la primera ronda del Abierto de Australia perdió ante el n.º 2 Andy Murray en sets corridos.
Comenzó febrero jugando el Torneo de Montpellier en pista cubierta, llegó a las semifinales en individuales. Al vencer en la segunda ronda al 13 del mundo y al campeón del US Open 2014: Marin Čilić por doble 7-6 en aproximadamente dos horas y en cuartos a su compatriota Michael Berrer por 6-7, 6-2, 7-5 en 2 horas y 43 minutos, pero pierde contra el francés Paul-Henri Mathieu por 7-6(11) y 7-5 en casi dos horas de partido. En el último partido fue advertido de una violación de código después de llamar al árbitro de silla "idiota de mierda" ("fucking moron"). Mientras que en la modalidad de dobles con su hermano Mischa, califican para la final, pero pierden contra Mate Pavić y Michael Venus por 7-5 y 7-6. La semana siguiente jugó en Róterdam, categoría ATP 500. Llegó a cuartos de final tras vencer a Vasek Pospisil (7-5, 6-2) en dos sets y al 15 del mundo Gilles Simon por 7-5, 3-6 y 7-6(4) en tres horas de un partido intenso. Ya en cuartos por su partido del día anterior, pierde contra Gael Monfils por 7-6(4) y 6-3. La semana siguiente, jugó en Marsella jugando un torneo por tercera semana consecutiva, en la primera ronda se deshace del WC Julien Benneteau por un estrecho 7-6(4), 7-5. En segunda ronda pierde contra un jugador instalado en el top10 durante varios años, Tomáš Berdych, en otro partido estrecho por 6-3, 3-6 y 7-5.
En marzo, Alexander jugó para Alemania los Octavos de final de la Copa Davis contra República Checa, jugó dos partidos ambos en individuales, perdió en cinco sets ante Tomáš Berdych y en el partido decisivo perdió en sets seguidos ante Lukáš Rosol que le permitió a República Checa gana por un 3 a 2 final. Tras esto jugó el primer Masters 1000 de la temporada: Indian Wells venció a Ivan Dodig en tres sets, luego en la segunda ronda venció al 23.º cabeza de serie Grigor Dimitrov por 6-4, 3-6, 7-5 y luego al 16 del mundo Gilles Simon por doble 6-2, para calificar por primera vez a los octavos de final de un torneo Masters 1000. Se enfrenta al 5 del mundo Rafael Nadal, y a pesar de tener un punto de partido cuando sacaba 5-4, pero falló una volea con la derecha y luego perdió 14 de los 15 puntos restantes en el partido (posteriormente comento que "perdí probablemente el golpe más fácil que tuve en todo el partido") en el tercero perdiendo por 7-6(8), 0-6 y 5-7. En el Masters de Miami Zverev venció al wild card Michael Mmoh en la primera ronda por doble 7-6 y luego perdió ante Steve Johnson por el mismo marcador en desempate.
Luego compitió en el Masters de Montecarlo. En su primer partido derrotó fácilmente a Andréi Rubliov por 6-1 y 6-3. Luego jugó contra el lucky loser Marcel Granollers tras el retiro de David Ferrer perdiendo en tres sets. A la semana siguiente jugó en el Torneo Conde de Godó (Barcelona Open). Derrotó a Jan-Lennard Struff (6-4, 6-3) y Thomaz Bellucci (6-3, 5-7, 7-5), pero perdió ante Malek Jaziri en sets corridos. Después de Barcelona, Zverev jugó el Torneo de Múnich en su natal Alemania. En primera ronda derrotó a Malek Jaziri en un difícil partido por 4-6, 6-3 y 6-2 tomándose revancha de lo ocurrido en Barcelona hace dos semanas atrás. En segunda ronda enfrentó a Lukáš Rosol por 6-3, 6-4. En cuartos de final dio el batacazo del torneo al derrotar al primer cabeza de serie David Goffin en tres sets por 6-3, 4-6 y 6-3, ya en semifinales se enfrentó al austríaco Dominic Thiem perdiendo por 4-6, 6-2 y 6-3 en otro partido muy ajustado.
Ya en mayo jugó el Masters de Roma, derrotó a Grigor Dimitrov en la primera ronda por un claro 6-1 y 6-4 antes de perder contra Roger Federer en la segunda ronda por 6-3 y 7-5, luego compitió en el Torneo de Niza como el octavo clasificado. Ganó su primer partido después de que Kyle Edmund se retirara después del segundo set. En la segunda ronda le ganó a Marcel Granollers por 7-5, 6-7(3) y 6-2, quien lo había derrotado a principios de abril. En los cuartos de final, Alexander derrotó al segundo clasificado y 18 del mundo Gilles Simon por 6-3, 6-7(5) y 7-6(1) después de tres horas de pelea y haber salvado dos puntos de partido (y vencerlo por tercera vez consecutiva en igual cantidad de enfrentamientos), en semifinales venció al séptimo clasificado João Sousa por 6-4, 4-6 y 6-2 en 2 horas 14 minutos para jugar su primera final ATP. Allí, se enfrentó al primer clasificado, campeón defensor y número 15 del mundo, Dominic Thiem, perdiendo por 6-3, 3-6, 6-0 en 1 hora y 40 minutos. Tras esto participó en Roland Garros, batió en las dos primeras rondas a los franceses Pierre-Hugues Herbert y Stephane Robert, ambos en cuatro sets, ya en la tercera ronda se enfrentó al número 13 del mundo, el austriaco Dominic Thiem, sin embargo, perdió en cuatro sets por 6-7(4), 6-3, 6-3, 6-3.

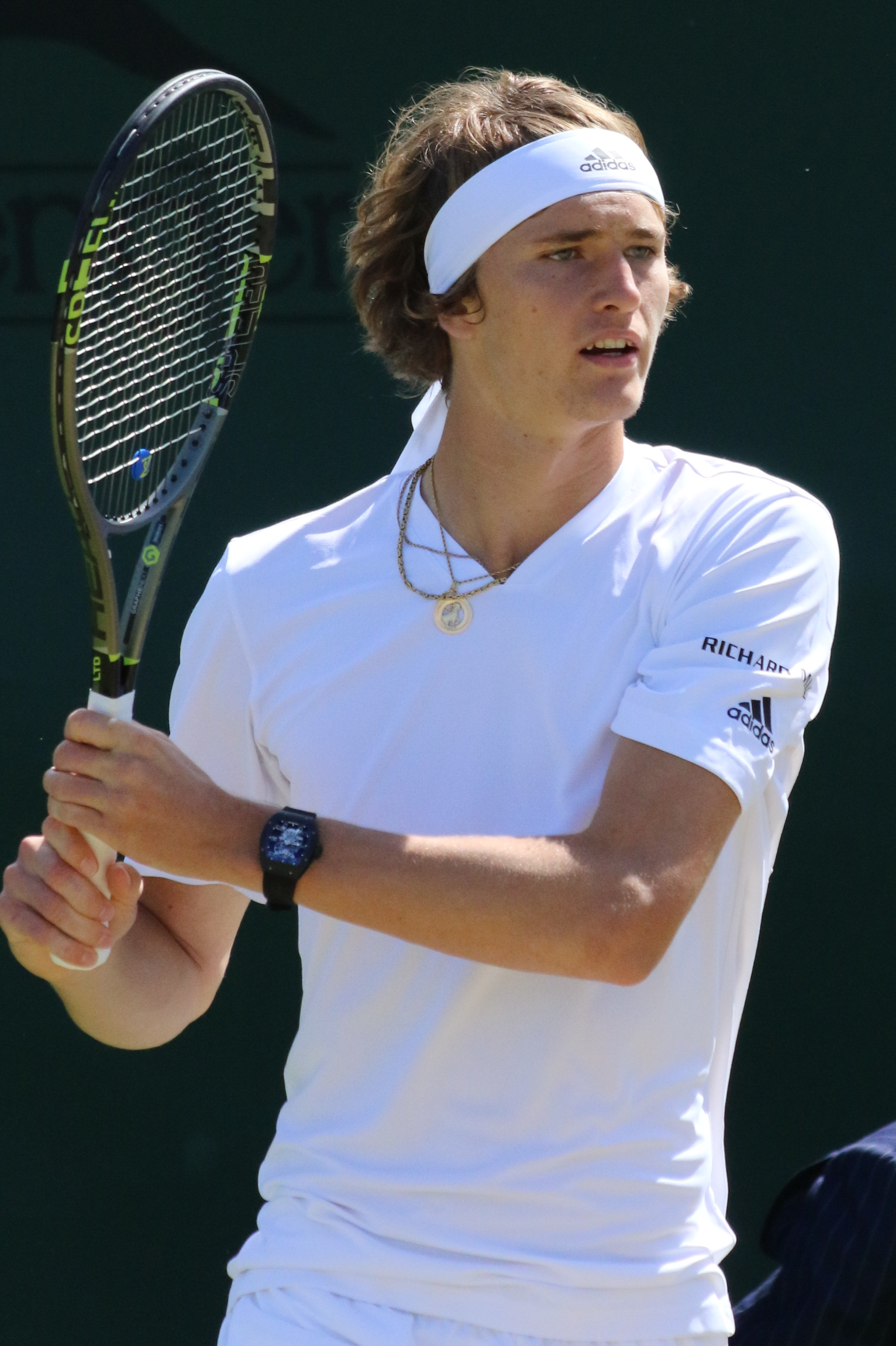
Zverev en Wimbledon 2016.

Después empezó la temporada de hierba en su país de origen en el Torneo de Halle. En la primera ronda venció al serbio Viktor Troicki por doble 6-4. Luego derrotó a Benjamin Becker después de ir arriba un set antes del retiro de su oponente. En cuartos de final derrotó a Marcos Baghdatis por 7-6(9) y 6-3 después de salvar varios puntos de set en el primero. En la semifinal, venció al tres veces campeón defensor y 17 veces campeón de Grand Salm Roger Federer en tres mangas por 7-6(4), 5-7 y 6-3 en 2 horas y 6 minutos para avanzar a su primera final ATP 500, terminando con la racha de 10 finales consecutivas de Federer en el torneo, y segunda final en general. Con esto se convierte en el primer jugador menor de 20 años en vencer al suizo desde 2006, sucediendo a Andy Murray en el Masters de Cincinnati 2006, y antes de él Rafael Nadal (en Roma). Esta es también su primera victoria sobre un jugador del top 10. Sin embargo, perdió en la final contra su compatriota Florian Mayer, en un partido holgado por 2-6, 7-5, 3-6 dejando escapar otra oportunidad de ganar un título. Después de esta final, ingresó al top 30 por primera vez y se mantuvo en el puesto 20 durante el resto de la temporada. Su siguiente torneo fue el tercer Grand Slam del año en Wimbledon. Derrotó a Paul-Henri Mathieu en sets corridos antes de derrotar a Mijaíl Yuzhny en cinco sets. Luego perdió en la tercera ronda ante Tomáš Berdych por 6-3, 6-4, 4-6 y 6-1, cansado de su partido anterior.

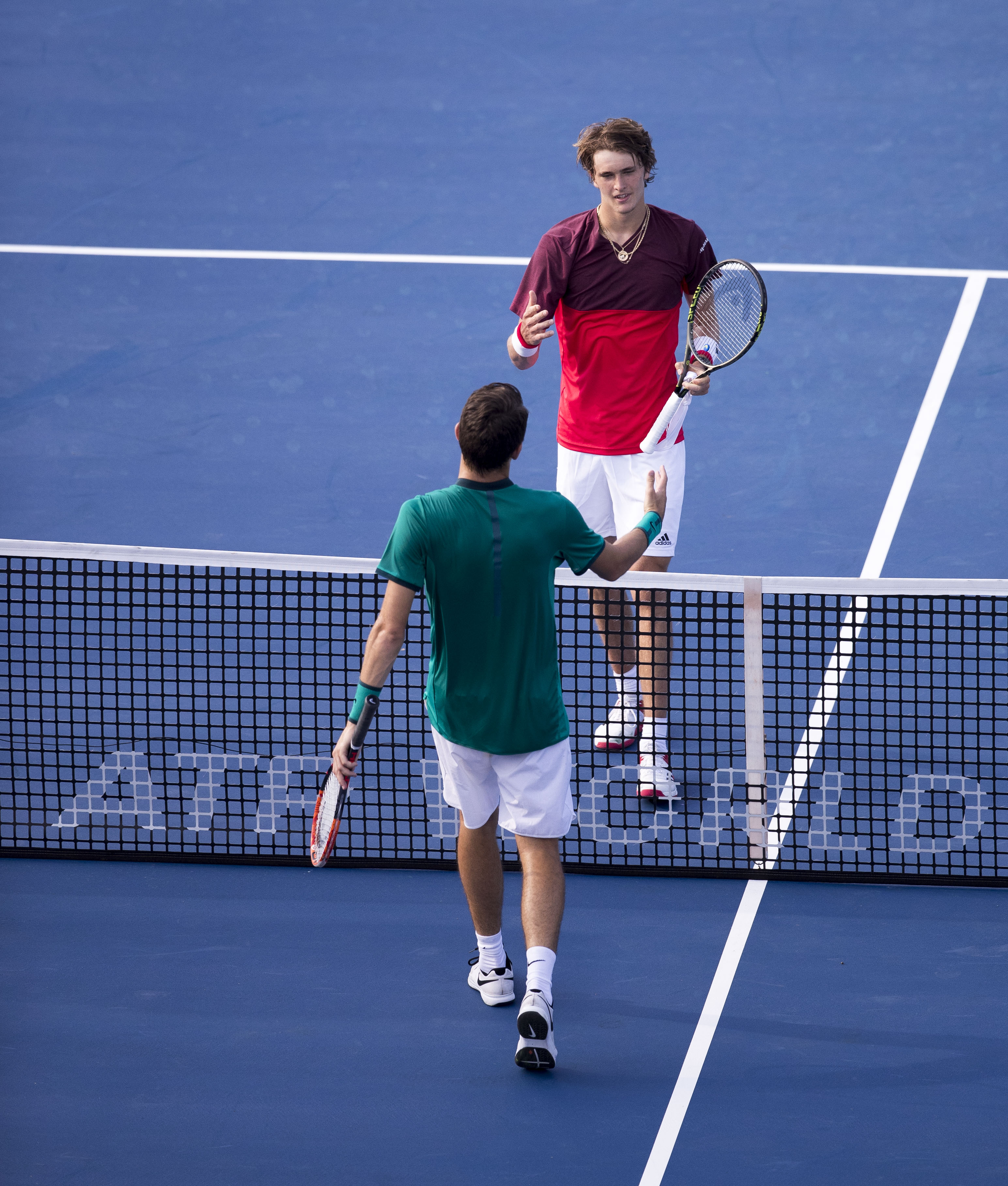
Zverev tras su partido de primera ronda contra Taylor Fritz en Washington.

A continuación, compitió en el Torneo de Hamburgo como el cuarto clasificado perdiendo en la primera ronda contra Íñigo Cervantes en sets corridos. Luego jugó en Washington como séptimo clasificado. Derrotó a Taylor Fritz en sets seguidos antes de derrotar a Malek Jaziri en tres sets. Luego en cuartos de final derrotó al cuarto clasificado Benoît Paire por 6-1 y 6-3 para avanzar a las semifinales, donde perdió ante el segundo clasificado y eventual campeón Gaël Monfils por un estrepitoso 6-4 y 6-0. Tras esto jugó en el Masters de Toronto perdiendo en primera ronda contra Yen-hsun Lu en sets seguidos. Tras esto se retiró de los Juegos Olímpicos de Río de Janeiro 2016 debido a que no se recuperó a tiempo de una lesión.

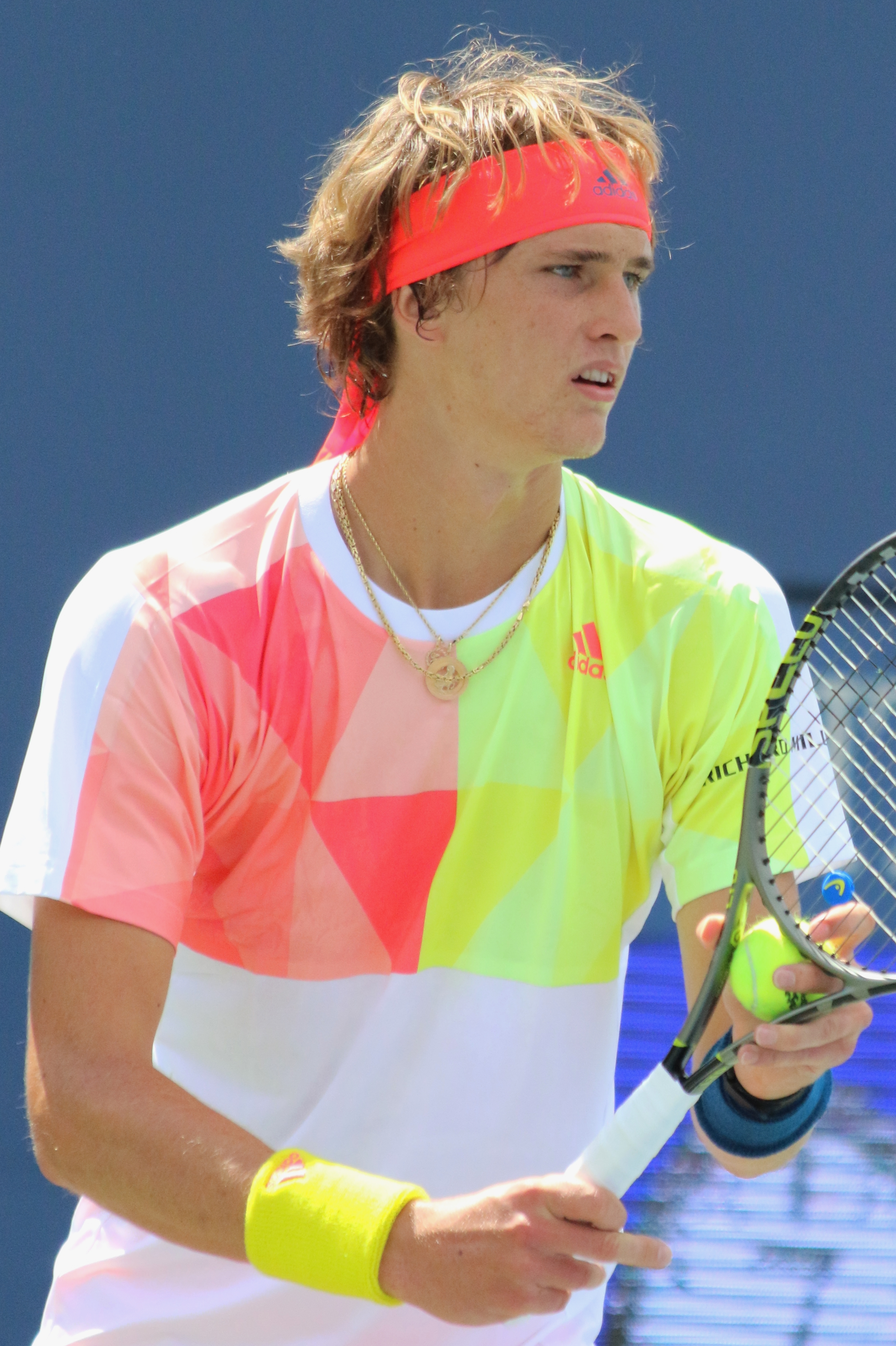
Zverev durante el último Grand Slam de la temporada: el US Open donde perdería en segunda ronda.

Zverev tuvo entonces otra derrota en la primera ronda del Masters de Cincinnati frente a Yūichi Sugita en tres sets. Después compitió en el último Grand Slam del año, el Abierto de Estados Unidos como el n.º 27 del mundo. Derrotó a Daniel Brands en cuatro sets antes de perder contra Daniel Evans en cuatro sets en la segunda ronda.
A finales de septiembre, participó en el ATP 250 de San Petersburgo como quinto clasificado. En la primera ronda se enfrenta a la promesa rusa Karén Jachánov ganando por un estrecho 7-6(3) y 6-4, en segunda ronda derrotó a otra promesa rusa Daniil Medvédev por 6-3, 7-5. En cuartos de final venció al veterano ruso Mijaíl Yuzhny por doble 6-2 y en semifinales derrota al tercer clasificado y número 9 del mundo Tomáš Berdych por doble 6-4 por primera vez en su carrera para avanzar a su tercera final. En la final, derrotó al primer clasificado y campeón del US Open 2016: Stan Wawrinka ganando por 6-2, 3-6 y 7-5, remontando un 0-3 en el tercer set para ganar su primer título ATP. Ganando su primer título a la edad de 19 años, convirtiéndose en el ganador más joven de un torneo ATP desde el croata Marin Čilić, ganador en New Haven en 2008 a la misma edad.
Tras esto comenzó la Gira Asiática en Shenzhen, pero decide bajarse por fatiga y cansancio. Así que comienza de forma oficial con el ATP 500 de Pekín enfrentándose en la primera ronda al número 10 del ranking Dominic Thiem, ganando por 4-6, 6-1 y 6-3 regresando de un set abajo y ganándole por primera vez al austríaco en cuatro enfrentamientos, así se convirtió en el primer adolescente (menor de 20 años) en lograr tres victorias consecutivas contra tops 10 desde Boris Becker en 1986. Luego derrotó a Jack Sock en sets seguidos antes de perder ante el quinto clasificado David Ferrer en cuartos de final por 6-7(4), 6-1 y 7-5, a pesar de ganar el primer set y estar un break arriba en el tercer set. Finaliza la gira por el continente asiático con el Masters de Shanghái, derrota en la primera ronda al cañonero estadounidense John Isner por un claro 6-4 y 6-2, en la segunda ronda vence al número 11 del mundo Marin Čilić por 3-6, 6-3 y 6-2 tras remontar un set abajo. En tercera ronda perdió ante Jo-Wilfried Tsonga por 6-7(4), 6-2 y 7-5, a pesar de ir 5 a 3 arriba el set final perdiendo el partido por la inexperiencia hasta el punto de destruir dos raquetas por la frustración, aun así logró mejorar su ranking llegando a entrar al top 20 convirtiéndose en el jugador más joven en lograrlo, con 19 años, desde Novak Djokovic en 2006.
El 19 de octubre, Alexander anuncia que el Torneo de Estocolmo será el último del año para el, para prepararse muy bien de cara al Abierto de Australia 2017 que se realizará en enero, descartando así entrar al Masters de París. Allí en Suecia derrotó sin complicaciones a Adrian Mannarino, y luego a Tobias Kamke en sets corridos instalándose en las semifinales donde perdió en un partido ajustado con Jack Sock luego de ganar el primer set y tener la oportunidad de cerrar el partido en la muerte súbita del segundo siendo el marcador final 6-7, 7-6 y 6-4 a favor del estadounidense.

### 2017: Top 3 y primeros Masters 1000

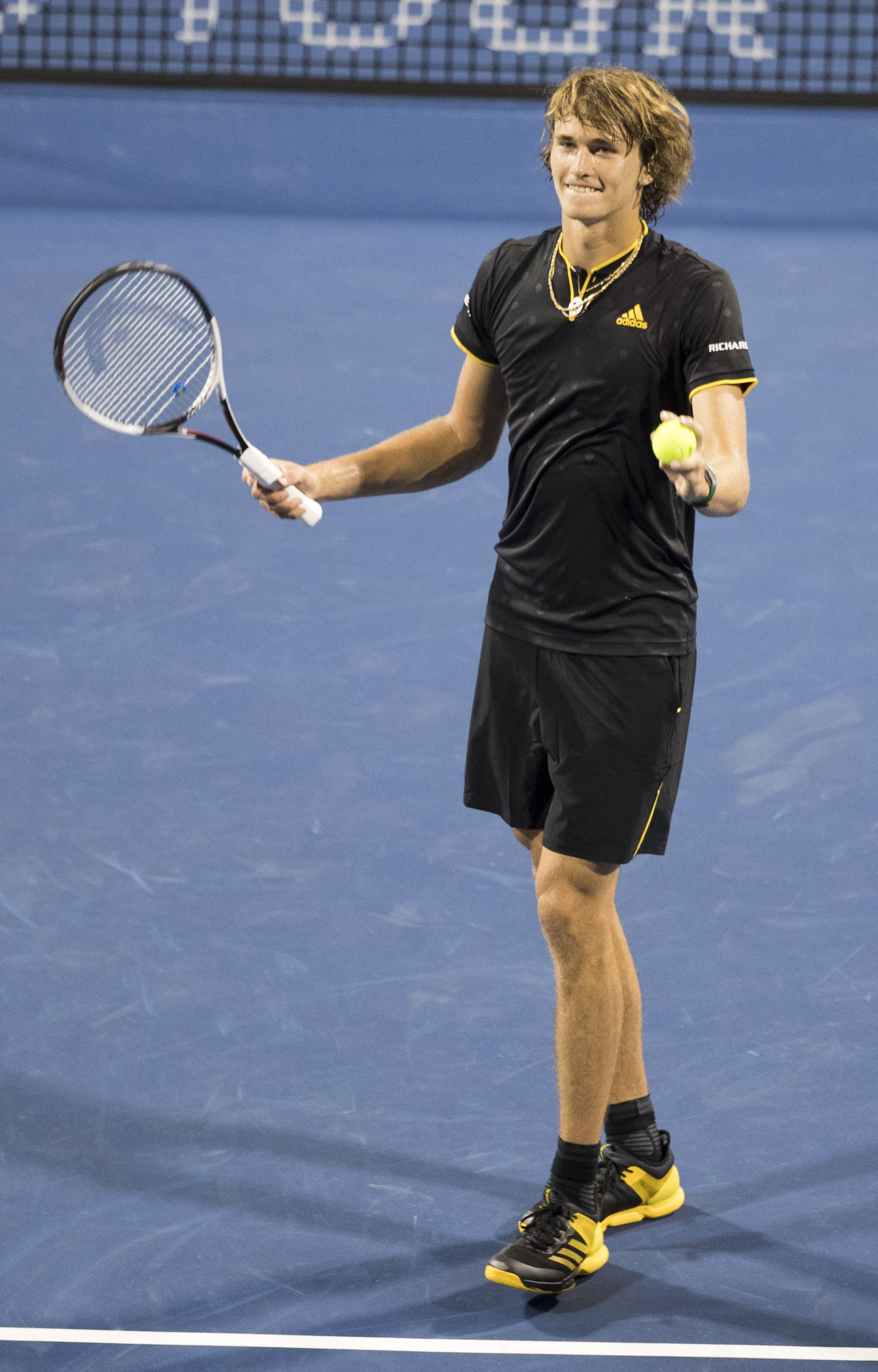
Zverev en 2017.

En 2017 Zverev se dio a conocer a nivel mundial tras finalizar el año en puesto 4 y ganar dos Masters 1000, Roma a Novak Djokovic y Canadá a Roger Federer.
Arrancó el año disputando otra vez la Copa Hopman junto a Andrea Petkovic representando a Alemania, "Sascha" perdió en su debut frente al francés Richard Gasquet por 7-5 y 6-3, a continuación logró vencer a Roger Federer (Quién venía saliendo de una lesión de rodillas de 6 meses) en triple tiebreak ganando por 7-6(1), 6-7(4) y, 7-6(4), derrotando así al suizo por segunda vez en su corta carrera y finalmente vence a Daniel Evans por 6-4 y 6-3.
En la primera ronda del Abierto de Australia se enfrentó con Robin Haase a quien venció luego de remontar dos sets a uno abajo y ganar por 6-2, 3-6, 5-7, 6-3, 6-2 en casi tres horas, en segunda ronda vence a Frances Tiafoe más fácilmente y en sets corridos por 6-2, 6-3 y 6-4. En tercera ronda le tocó enfrentarse con el eventual finalista, Rafael Nadal, Sascha sorprendió quebrándole al español apenas comenzado el partido para ganar el primer set, pero Nadal se recuperaría igualando el marcador, aun así Zverev se las arregló para ganar el tercer set en tie-break, después de que Rafa forzara un quinto set "Sascha" sufrió calambres en las piernas lo que le impidió seguir a su máximo nivel, a pesar de la derrota frente al español por 6-4, 3-6, 7-6(5), 3-6 y 2-6 en 4 horas y 6 minutos en un épico partido física y emocionalmente, Zverev salió ovacionado por el público en general alabando su gran desempeño, después Nadal diría en una entrevista que Alexander Zverev es el presente y futuro del tenis.
En febrero, jugó tres partidos en la primera ronda de la Copa Davis contra Bélgica, aunque solo logró ganarle a Arthur De Greef. Cayó contra Steve Darcis en el cuarto punto y en el juego de dobles junto a su hermano Mischa. Alemania perdería la serie 1-4.
Luego disputó el Torneo de Montpellier donde logró su segundo título ATP. Derrotó en segunda ronda al esloveno Aljaž Bedene en un difícil partido por 7-5, 3-6, 6-4, a partir de los cuartos de final se enfrentaría únicamente con franceses, haciendo aún más meritorio su campeonato al lograr derrotar a 3 dueños de casa como Jérémy Chardy por 6-4, 4-6 y 6-2, al número 14.º mundial Jo-Wilfried Tsonga por 6-7(6), 6-2 y 6-4 en dos horas y 20 minutos y a Richard Gasquet (N.º 22 del mundo) en la final por 7-6(4) y 6-3 en una hora y media. Alexander increíblemente también logró campeonar este torneo en la modalidad de dobles, haciendo equipo con su hermano Mischa Zverev después de haber sido los subcampeones en la edición anterior al vencer a Fabrice Martin y Daniel Nestor por 6-4, 6-7(3) y 10-3. Después de este logro sufrió la seguidilla de partidos y cayó en las primeras rondas en Róterdam ante Dominic Thiem por 3-6, 6-3, 6-4 y en Marsella contra Nicolas Mahut por doble 7-6, respectivamente.
Siguieron los primeros Masters 1000 de la temporada en marzo. En Indian Wells venció a Facundo Bagnis por 7-6(10) y 6-3 en segunda ronda, en tercera ronda sería eliminado por Nick Kyrgios por 6-3 y 6-4, en Miami debutó en segunda ronda al ser cabeza de serie arrasando con Lu Yen-Hsun por 6-0 y 6-3, en tercera ronda venció a John Isner en triple tiebreak por 6-7(5), 7-6(7) y 7-6(5) tras salvar una bola de partido, después derrotó al primer cabeza de serie Stan Wawrinka (No.3 del mundo) por 4-6, 6-2 y 6-1 derrotándolo por segunda vez en la misma cantidad de enfrentamientos, en cuartos de final otra vez fue eliminado por Kyrgios, esta vez en un partido más complicado perdiendo por 6-4, 6-7(9), 6-3 en 2 horas y 33 minutos (Llegando a cuartos por primera vez en esta categoría).
A mediados de abril, comenzó su temporada sobre tierra batida en el Masters de Montecarlo, aplastó a Andreas Seppi 6-1, 6-2 y a Feliciano López 6-0, 6-4 para llegar hasta la tercera ronda, en el día de su cumpleaños número 20 se enfrentó con Rafael Nadal por tercera vez en su corta carrera, después de sus contundentes triunfos en las primeras rondas se esperaba un gran partido, pero sorpresivamente cae por un doble 6-1 ante un Rafa que no le dio chance alguna. Aceptó un wild card para el Torneo de Conde de Godó donde sufrió para ganarle al local Nicolás Almagro en 3 sets por un estrecho 7-6(4), 4-6, 6-4, pero luego fue derrotado por el asiático Hyeon Chung tercera ronda por un contundente 6-1, 6-4 acusando el desgaste del partido anterior.
A principios de mayo, consiguió su tercer título ATP (primero en tierra batida) en Múnich venciendo al argentino Guido Pella en la final por 6-4 y 6-3 con el público de su lado al jugar en su país. En el camino a la final derrotó al francés Jeremy Chardy, su compatriota Jan-Lennard Struff y al español Roberto Bautista por doble 7-5 en semifinales, apenas sin descanso tras solo dos días después de proclamarse campeón en Múnich, debutó en el Masters de Madrid con un triunfo frente a Fernando Verdasco en primera ronda por 7-5 y 6-3, luego batió al séptimo cabeza de serie Marin Čilić remontando el marcador y venciendo por 6-7(3), 6-3 y 6-4. En la tercera ronda venció al ex n.º 4 del mundo Tomáš Berdych por doble 6-4 accediendo así a los cuartos de final de un Masters 1000 por segunda vez en la temporada (y en su carrera), finalmente cayó frente al uruguayo Pablo Cuevas en un irregular partido que empezó con buen ritmo, pero al final fue derrotado por 6-3, 0-6 y 4-6 dejando escapar la chance de alcanzar las semifinales de un torneo de esta categoría por primera vez. Pese a todo, su participación en Madrid le valió a Sascha lograr el mejor ranking de su carrera, convirtiéndose en el n.º 17 del mundo.
Alexander seguiría con su muy buen estado de forma en el Masters de Roma logrando una gran semana, en primera ronda derrotaría al sudafricano Kevin Anderson en un disputado encuentro por 6-4, 4-6 y 6-4, luego vence con bastante autoridad a Viktor Troicki y Fabio Fognini (Venía de vencer a Andy Murray) en sets corridos para llegar a cuartos de final nuevamente, esta vez Sascha aprendió de las dos derrotas sufridas anteriormente en el año en esta instancia y derrotó con solvencia a Milos Raonic (No.6 del mundo) por 7-6(4) y 6-1 en una hora y media de juego logrando su primera semifinal de Masters 1000, en esta ronda jugó con el cañonero estadounidense John Isner. Zverev hizo lo justo y necesario para derrotarlo en 3 sets por 6-4, 6-7(5) y 6-1 en casi dos horas de juego y llegar a su primera final de Masters 1000 y se convirtió en el finalista más joven en un torneo de esta categoría desde Novak Djokovic en Indian Wells 2007. Jugaría la final contra el serbio (N2 del mundo) y contra todo pronóstico sorprendió a propios y extraños dominando todo el partido para imponerse por 6-4 y 6-3 en 1 hora 20 minutos donde su oponente no mostraría ninguna rebelión sin tener break points en contra, logrando así su primer título de Masters 1000, hecho que le permitió colocarse dentro del Top 10 por primera vez a la edad de 20 años y 1 mes. Y se convirtió en el primer jugador nacido en la década de los 90' en ganar un Masters 1000. En Roland Garros teniendo en cuenta sus últimas actuaciones, estaba designado como una de las personas ajenas a pelear por el título e intentar arrebatarle "La Décima" a Nadal, pero perdió en la primera ronda contra Fernando Verdasco por 4-6, 6-3, 4-6 y 2-6 siendo una de las decepciones del torneo para el alemán. En resumen fue una gran gira sobre tierra batida, pero no la pudo culminar de la mejor manera al caer en la primera ronda en París.
Empezó la temporada sobre césped llegando a semifinales en Hertogenbosch donde caería frente al eventual campeón Gilles Muller por 7-6(5) y 6-2 en semifinales, luego llegaría a la final en Halle por segundo año consecutivo, empezaría su camino derrotando a Paolo Lorenzi por 6-3 y 6-2, luego a Philipp Kohlschreiber por 6-3 y 6-4 en segunda ronda, en cuartos vence a Roberto Bautista Agut en un partido muy complicado ganando por 6-7(6), 7-6(1) y 6-1, finalmente venció a Richard Gasquet por 4-6, 6-4 y 6-3 en un partido de buena calidad e intensidad para llegar a la final, pero una vez más no pudo gritar campeón al caer derrotado por el legendario Roger Federer (que ganó el torneo por novena vez) por un claro 6-1 y 6-3 en tan solo 53 minutos. Y en el dobles se asoció con su hermano Mischa llegando a la final que perdieron con Łukasz Kubot y Marcelo Melo por 5-7, 6-3 y 10-8 en el súper tie-break.

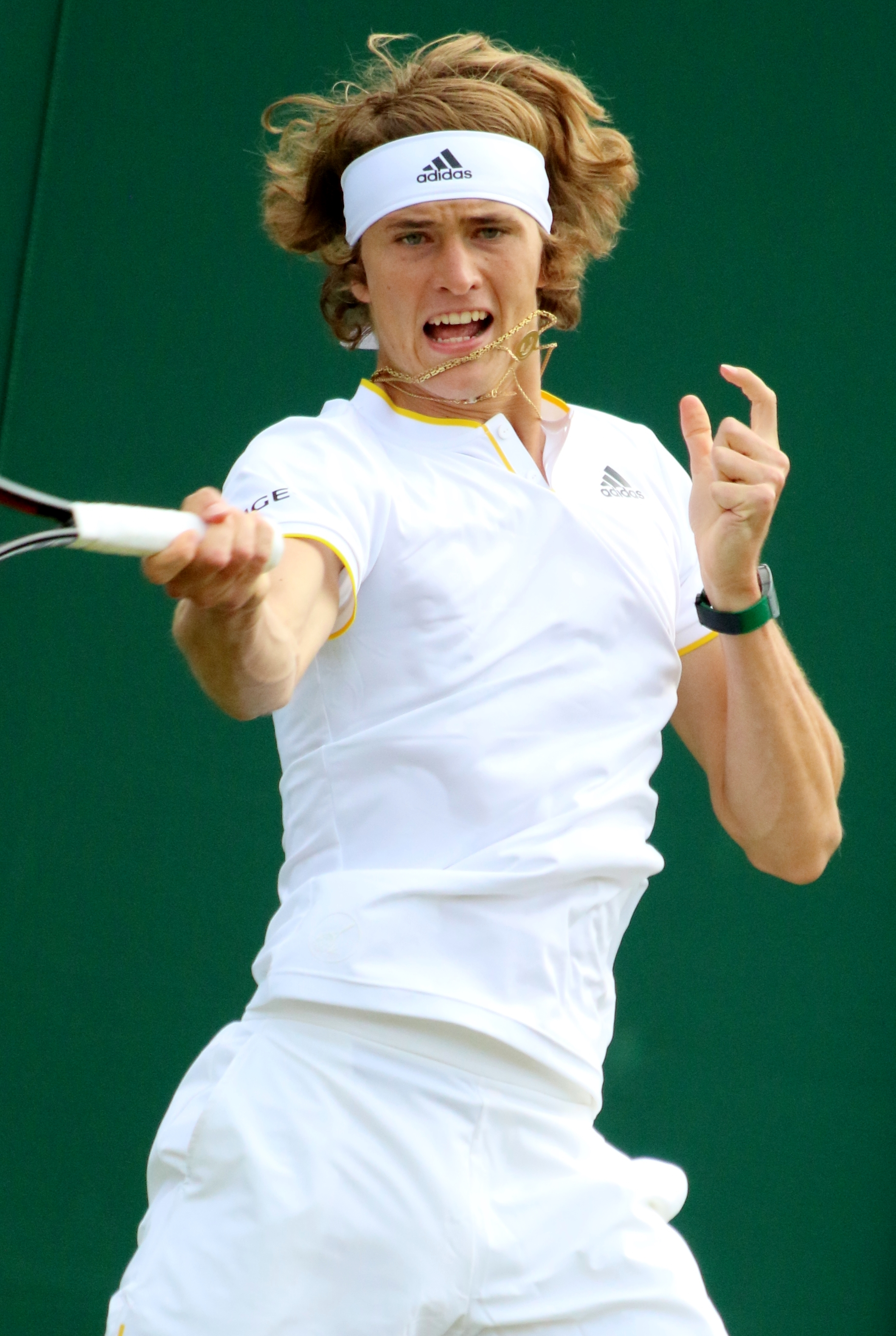
Zverev en Wimbledon 2017, torneo en el que alcanzaría por primera vez la segunda semana en Grand Slam.

En Wimbledon clasifica por primera vez a la segunda semana de un Grand Slam superando fácilmente a Evgeny Donskoy, Frances Tiafoe y al clasificado Sebastian Ofner sin perder un set. En cuarta ronda cayó ante el subcampeón del año pasado, el canadiense Milos Raonic por 4-6, 7-5, 4-6, 7-5 y 6-1 luego de ir ganando el partido 2 sets a 1. También anuncia su asociación con Juan Carlos Ferrero con quien preparara la gira estadounidense que culminará con el último Grand Slam del año.
Debutó con Ferrero como entrenador en el ATP 500 de Washington, en primera ronda sufre bastante para vencer a Jordan Thompson por 4-6, 6-3 y 7-6(5) luego de salvar dos bolas de partido, en segunda ronda tendría otro apretado encuentro para vencer a Tennys Sandgren por doble 7-5, en cuartos de final tendría una tarea más sencilla al vencer a Daniil Medvédev por 6-2 y 6-4, en semifinales vence al número 9 del mundo Kei Nishikori por 6-3, 6-4 y en la final derrota al cañonero sudafricano Kevin Anderson por doble 6-4 en una hora y 10 minutos, logrando su cuarto título del año y primer ATP 500.
Por la primera ronda del Masters 1000 de Montreal sufrió bastante para vencer a Richard Gasquet por 6-3, 4-6 y 7-6(3) luego de haber perdido tres puntos de partido, después venció a Nick Kyrgios por 6-4 y 6-3 logrando vencerlo por primera vez en tres enfrentamientos, en cuartos de final derrotó a Kevin Anderson por 7-5 y 6-4, en semifinales venció al joven canadiense de 18 años, Denis Shapovalov, por 6-4, 7-5 en 1 hora y 43 minutos para avanzar a la final donde se enfrentó al suizo y número 3 del mundo Roger Federer como en Halle. Esta vez el alemán se impondría por 6-3 y 6-4 en 1 hora y 8 minutos dando la sorpresa y logrando su segundo Masters 1000 de su carrera y primero en pista dura, aunque el suizo estuvo disminuido por una lesión en la espalda, con este triunfo además subió al 7.º lugar del ranking ATP. Así también se convirtió en el primer jugador fuera del Big Four en ganar múltiples títulos de Masters 1000 en la misma temporada desde David Nalbandian en 2007.
Después del torneo, se clasificó para la primera edición de las NextGen Finals que se llevará a cabo del 7 al 11 de noviembre en Milán. Luego en Cincinnati perdió de entrada ante Frances Tiafoe por 4-6, 6-3 y 6-4 finalizando su preparación del cara al US Open con 10 triunfos y 1 sola derrota con dos títulos en su haber. En el último Grand Slam del año: el US Open fue cuarto cabeza de serie (Siendo 6.º del mundo en ese entonces) y pudiendo ser un candidato al título, pero nuevamente decepciona en un Grand Slam, en primera ronda venció a Darian King por 7-5, 7-6, 6-4 y caería contra el croata Borna Ćorić por 3-6, 7-5, 7-6(1) y 7-6(4) en segunda ronda en un partido en el que se le vio muy errático cometiendo 60 errores no forzados con solo 43 tiros ganadores, generando 11 chances de quiebre convirtiendo solo una. Después del torneo, su ranking se eleva hasta el cuarto lugar (su mejor clasificación) a pesar de su salida temprana esto debido a las bajas de Novak Djokovic y Andy Murray.
Del 22 al 24 de septiembre, participó en la Laver Cup torneo no puntuable para el ranking ATP y organizado como homenaje a la leyenda australiana del tenis Rod Laver. En ella, Zverev formaría parte del equipo de Europa donde compartiría equipo con el suizo Roger Federer, el español Rafael Nadal, el croata Marin Čilić, el austríaco Dominic Thiem y el local Tomáš Berdych, capitaneados además por el mítico exjugador sueco Björn Borg. El equipo rival estaría formado por jugadores del resto del mundo, entre ellos el australiano Nick Kyrgios, el canadiense Denis Shapovalov, y los norteamericanos John Isner, Sam Querrey, Jack Sock y Frances Tiafoe. Ganó sus dos partidos de individuales contra Denis Shapovalov doble 7-6 y a Sam Querrey por doble 6-4, puntos que ayudaron para que su equipo gane la copa por 15 a 9 tras el triunfo de Federer sobre Kyrgios.
En octubre, vuelve oficialmente a las canchas para la Gira asiática en el primer torneo de la gira en Shenzhen, donde debutó ante Steve Darcis y lo derrotó por 4-6, 7-6(5) y 7-6(5). Pero pierde en la próxima ronda ante Damir Džumhur por 6-4 y 7-5, su segundo torneo fue el ATP 500 de Pekín donde venció a Kyle Edmund por 6-3 y 7-6(3), luego derrotó a Fabio Fognini por 6-4, 6-2 y a Andréi Rubliov por 6-3 y 6-2 para llegar a las semifinales del torneo. Con la victoria, se clasificó oficialmente para el Masters de Londres después de Nadal y Federer. Además se convirtió en el jugador más joven en clasificar al Torneo de maestros desde Juan Martín del Potro en 2008. Sin embargo, cae en semifinales ante el australiano Nick Kyrgios por 6-3 y 7-5, rompiendo su raqueta en el 5-5 después de sacar para set. Finaliza la gira asiática con el Masters de Shanghái, se clasificó a octavos de final tras la retirada de Aljaz Bedene cuando ganaba por 4-0 la primera manga, aunque perdió con Juan Martin del Potro por 3-6, 7-6(5) y 6-4 mostrando algunos signos de nerviosismo de nuevo en este partido al romper su raqueta.
En la temporada bajo techo (en pista cubierta) no tendría buenos resultados llegando a cuartos de final en Viena y perdió de entrada en París ante Robin Haase. A pesar de estos mediocres resultados ingresó al top 3 por primera vez en su carrera y se clasificó para el Masters de fin de año tras bajarse de la NextGen ATP Finals.
Quedó situado en el Grupo Boris Becker junto con el suizo Roger Federer, el croata Marin Čilić y el estadounidense Jack Sock, en su debut venció al croata en 3 mangas por 6-4, 3-6 y 6-3 en 2 horas y 5 minutos estando muy errático cometiendo 41 errores no forzados; luego en su segundo partido del grupo cayó ante Federer por 6-7(6), 7-5 y 1-6, en 2 horas 12 minutos después del partido declarar que podrían volver a verse este fin de semana (En una hipotética final). Luego, tiene la oportunidad de clasificarse para las semifinales, pero perdió contra Jack Sock por 4-6, 6-1 y 4-6 en 1 hora y 53 minutos en el partido decisivo del grupo y terminando en la tercera plaza.
A pesar de su derrota, terminó el año entre los 5 mejores de la temporada, en el cuarto puesto, mucho mejor que el año anterior (24.º), además con cinco títulos y un subcampeonato.

### 2018: Tercer Masters 1000 y campeón del ATP World Tour Finals
A principios de este año, participa en la Copa Hopman como el año pasado, esta vez con Angelique Kerber. En individuales cae por doble 6-3 ante el belga David Goffin y bate a Vasek Pospisil por 6-4 y 6-2, antes de caer con el joven australiano Thanasi Kokkinakis por 7-5, 6-7(4) y 4-6 en un partido de un altísimo nivel, se clasificó a la final ganando todos sus partidos en dobles, donde cayeron ante Suiza en el dobles contra Roger Federer y Belinda Bencic, después de haber perdido contra Federer en individuales por 6-7(4), 6-0 y 6-2.
En el Australian Open llegó a la tercera ronda, derrotando a Thomas Fabbiano y su compatriota Peter Gojowczyk en su ruta, antes de ser vencido en cinco sets por el n.º 59 del mundo Chung Hyeon luego de ir dos sets a uno arriba por 7-5, 6-7(3), 6-2, 3-6 y 0-6. Cuando se le preguntó en la entrevista posterior si su problema en los torneos de Grand Slam era físico o mental, respondió: Definitivamente no físico y admitió que se presionó demasiado a sí mismo para hacer un buen papel en Australia.
En la Copa Davis contra Australia, Zverev ganó sus dos partidos de individuales, contra Álex de Miñaur en cinco mangas por 7-5, 4-6, 4-6, 6-3, 7-6(4) y a Nick Kyrgios en el cuarto punto por 6-2, 7-6(3) y 6-2 cerrando la serie por 3-1 para entrar a los cuartos de final.
En febrero, compite en dos torneos, el primero en Róterdam siendo tercer cabeza de serie. Sin embargo, perdió en sets corridos en la segunda ronda contra el perdedor afortunado Andreas Seppi por 6-4 y 6-3, quien llegó a las semifinales, antes venció a David Ferrer. El segundo fue en Acapulco donde llegó a las semifinales derrotando a Mackenzie McDonald, Peter Gojowczyk y Ryan Harrison todo en sets corridos antes perdiendo ante el eventual campeón Juan Martín del Potro por un contundente 6-4 y 6-2 en las semifinales.
En marzo, jugó los dos primeros Masters 1000 del año, en Indian Wells cayó en segundo ronda ante Joao Sousa por 7-5, 5-7 y 6-4 saliendo de entrada a pesar de tener oportunidades de quiebre en el primer y tercer set, después en Miami comenzó contra Daniil Medvédev por un difícil 6-4, 1-6 y 7-6(5) en 2 horas y 15 minutos logrando su triunfo número 200 como profesional. En tercera ronda vence a David Ferrer por 2-6, 6-2, 6-4 y en cuarta ronda a Nick Kyrgios por doble 6-4. En cuartos vence a Borna Ćorić por doble 6-4 en 1 hora y 24 minutos y en semifinales derrota a Pablo Carreño por 7-6(4) y 6-2 en una hora y media para alcanzar su tercera final de Masters 1000 y primera final de año recién hasta principios de abril. En la final cae ante el 14.ºcabeza de serie y local John Isner por 6-7(4), 6-4 y 6-4 luego de dos horas y media perdiendo por primera vez una final de Masters 1000 en un partido en el que estuvo muy irregular con el servicio, teniendo varias oportunidades de quiebre en el segundo para liquidar el encuentro.
Comenzó la gira de tierra batida europea con los Cuartos de final de la Copa Davis ante España disputada en Valencia del 6 al 8 de abril sobre arcilla, abrió la serie venciendo a David Ferrer por 6-4, 6-2, 6-1 y disputó el cuarto punto cayendo ante Rafael Nadal por 6-1, 6-4, 6-4 quedando la serie igualada a 2 y en el quinto y definitivo punto David Ferrer venció de manera agónica a Philipp Kohlschreiber en 4 horas y 51 minutos de lucha para sellar el trabajado pase a semifinales del equipo español.
Inmediatamente a la semana siguiente, jugó en el Masters 1000 de Montecarlo, llegando a las semifinales, luchó en sus primeras rondas contra Gilles Müller (4-6, 6-3, 6-2) y Jan-Lennard Struff (6-4, 4-6, 6-4) perdiendo un set en cada juego. A continuación, en cuartos de final vence a Richard Gasquet en un emocionante e intenso partido por 4-6, 6-2 y 7-5 después de 2 horas y 39 minutos de lucha, en semifinales cayó ante Kei Nishikori por 3-6, 6-3 y 6-4 en 2 horas y 13 minutos. Una semana más tarde, va a Múnich con la intención de revalidar su título, debuta en primera ronda venciendo a su compatriota Yannick Hanfmann por 6-7(12), 6-4, 6-2 en un difícil partido y luego vence con mayor facilidad a Jan-Lennard Struff por 6-3, 6-2 y a Hyeon Chung por 7-5 y 6-2 para llegar a la final donde revalidaría con éxito su título al vencer a otro compatriota, Philipp Kohlschreiber por doble 6-3 para conquistar el 7.º título de su carrera y primero de la temporada.
La semana siguiente, juega el Masters de Madrid como segundo cabeza de serie. Debutó en segunda ronda venciendo a Evgeny Donskoy por 6-2, 7-5, y en tercera ronda a Leonardo Mayer por 6-4 y 6-2, derrotó a John Isner en cuartos de final por 6-4 y 7-5 tomando venganza de lo ocurrido en Miami, en la semifinal derrota al tenista canadiense Denis Shapovalov en una clara victoria por 6-4 y 6-1 en solo 57 minutos. En la final se enfrentó a Dominic Thiem verdugo de Rafael Nadal en cuartos, a quien venció por un doble 6-4 para proclamarse campeón del torneo, ganando su tercer Masters 1000, en el torneo no cedió ni un set y tampoco le pudieron quebrar el saque; solo enfrentó un punto de quiebre que salvó, al ganar el título, con solo 21 años, se convirtió en el quinto jugador activo que ganó al menos gana tres títulos de Masters 1000, siendo los otros cuatro del Big Four.
Luego jugó el último Masters 1000 sobre tierra del año; Roma como campeón defensor, llegó a los cuartos de final con victorias sobre Matteo Berrettini por 7-5, 6-2 y a Kyle Edmund por un trabajado 7-5 y 7-6(11), en cuartos venció a David Goffin por 6-4, 3-6 y 6-3 antes de llegar a la final por segundo año consecutivo con una victoria en sets corridos ante Marin Čilić por un luchado 7-6(13) y 7-5 en 2 horas y 3 minutos. Llegó a su 5.ª final de Masters 1.000, se convirtió en el 7.º jugador en la Era Abierta en llegar a ese hito antes de cumplir 22 años. En la final jugó ante el cabeza de serie número 1 y rey de la arcilla Rafael Nadal, cayendo por 6-1, 1-6 y 6-3 en un extraño partido donde quebró de entrada en la tercera manga y cuando restaba 1-3 se suspendió el encuentro por lluvia que se retrasó por 5 minutos. En la vuelta Nadal ganó su saque y el encuentro se volvió a suspender por lluvia; esta suspensión fue más larga, durando una hora; en su regreso a la pista Nadal salió con las ideas más claras ganando 4 juegos consecutivos llevándose el título, a la vez Nadal terminó con la racha de 13 partidos ganados de Zverev sobre tierra batida.
El 27 de mayo, empezó el segundo Grand Slam del año; Roland Garros como segundo cabeza de serie, en primera ronda venció a Ricardas Berankis por un fácil 6-1, 6-1 y 6-2 antes de lograr tres victorias consecutivas en 5 sets, 2-1 en sets abajó en los tres encuentros, en primer lugar, frente a Dušan Lajović, ganando por 2-6, 7-5, 4-6, 6-2 y 6-2. En la tercera ronda a Damir Džumhur por 6-2, 3-6, 4-6, 7-6(3), 7-5 después de casi cuatro horas salvando un punto de partido en el tiebreak del 4.º y logrando su primera victoria sobre un Top 50 en Grand Slam, Logró su tercera victoria seguida en el set decisivo en la cuarta ronda contra Karén Jachánov por 4-6, 7-6(4), 2-6, 6-3 y 6-3 algo que le garantizó su primer cuarto de final en un Grand Slam. Fue derrotado por Dominic Thiem en los cuartos de final por un claro 6-4, 6-2 y 6-1 en 1 hora y 50 minutos acusando el desgaste de los 3 partidos seguidos a 5 sets y jugando con un vendaje arriba de la rodilla derecha.
Comienza la temporada de césped en Halle donde cae en primera ronda ante el ganador del torneo Borna Ćorić por 6-1 y 6-4. Y en Wimbledon fue el tercer cabeza de serie detrás de Federer y Nadal respectivamente. Venció en primera ronda a James Duckworth por 7-5, 6-2 y 6-0, en segunda ronda vencería a Taylor Fritz en cinco mangas por 6-4, 5-7, 6-7(0), 6-1, 6-2 y en tercera ronda caería sorpresivamente ante Ernests Gulbis por 7-6(2), 4-6, 5-7, 6-3 y 6-0 en 3 horas y 20 minutos convirtiéndose en su sexto partido a cinco sets en Grand Slam durante 2018 y con un registro favorable de 4-2.

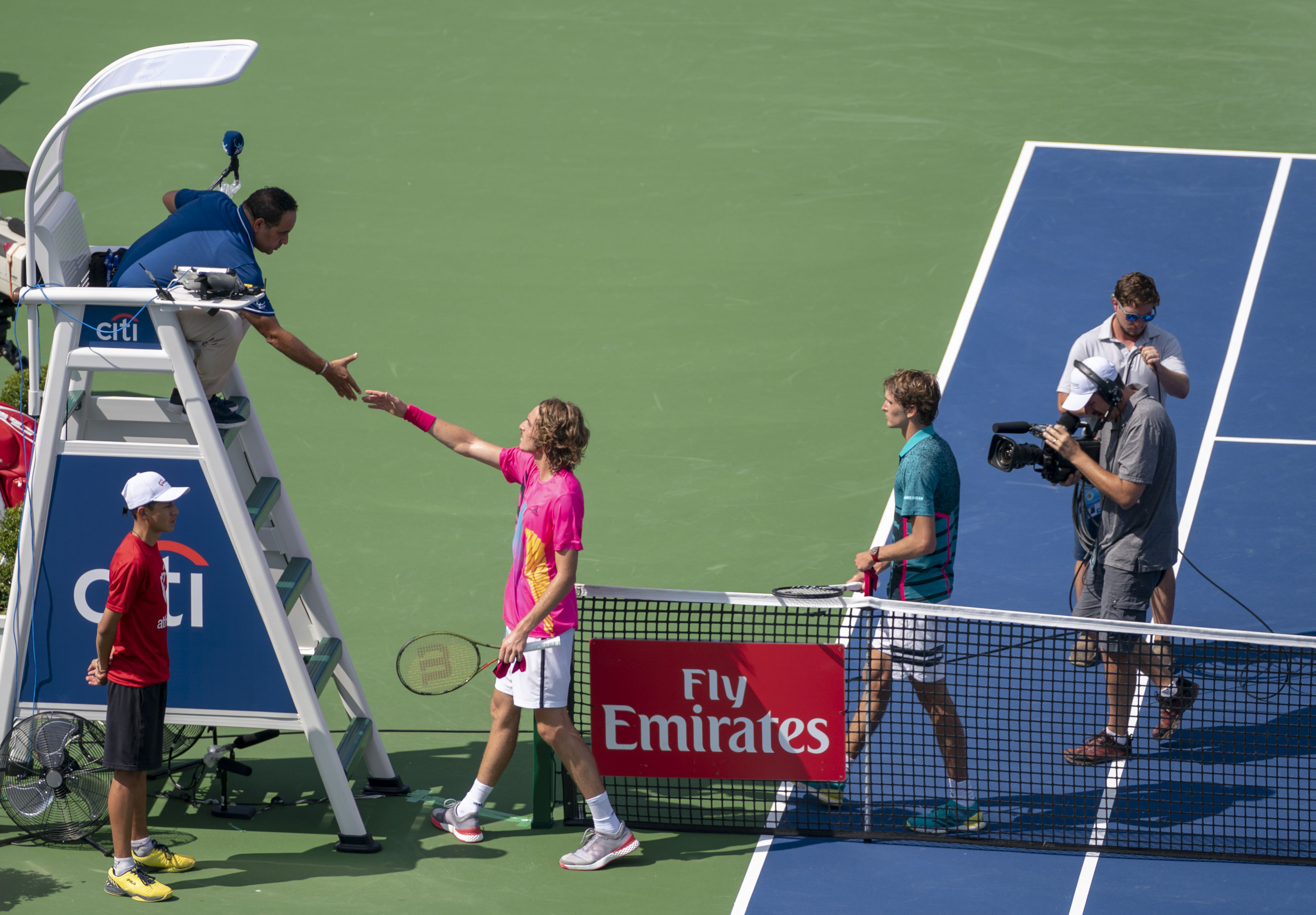
Zverev (verde) tras ganar a Stefanos Tsitsipas el partido —por 6-2 y 6-4— para alcanzar la final del Torneo de Washington 2018.

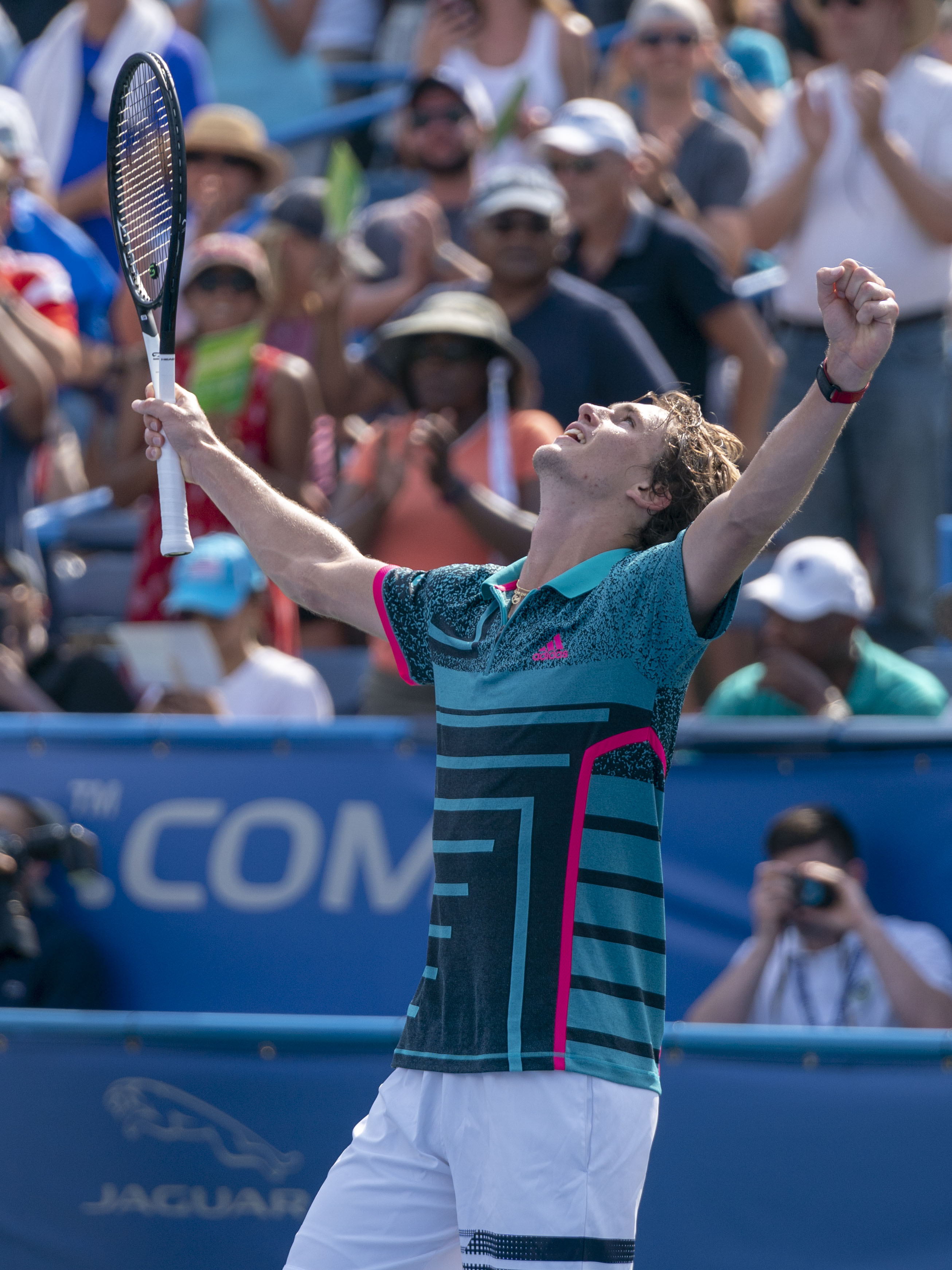
Alexander Zverev celebrando su triunfo en la final ante Álex de Miñaur, siendo este su tercer título de la temporada.

En agosto, comenzó la gira veraniega por canchas de cemento estadounidense con el ATP 500 de Washington siendo principal cabeza de serie. Excepto de la primera ronda, debuta en la segunda contra Malek Jaziri ganando por un contundente 6-2 y 6-1. En tercera ronda se enfrenta a su hermano Mischa Zverev ganando por 6-3, 7-5 en un gran partido por parte de ambos. En cuartos vence al japonés Kei Nishikori por 3-6, 6-1 y 6-4 tras perder el primer set, en semifinales vence fácilmente al griego de 19 años Stefanos Tsitsipas por 6-2 y 6-4 para llegar a la final que sería la final más joven en la historia de la ATP, desde Indian Wells en 2007, finalmente ganó su tercer título de la temporada al vencer por 6-2 y 6-4 al joven australiano de 19 años Álex de Miñaur.

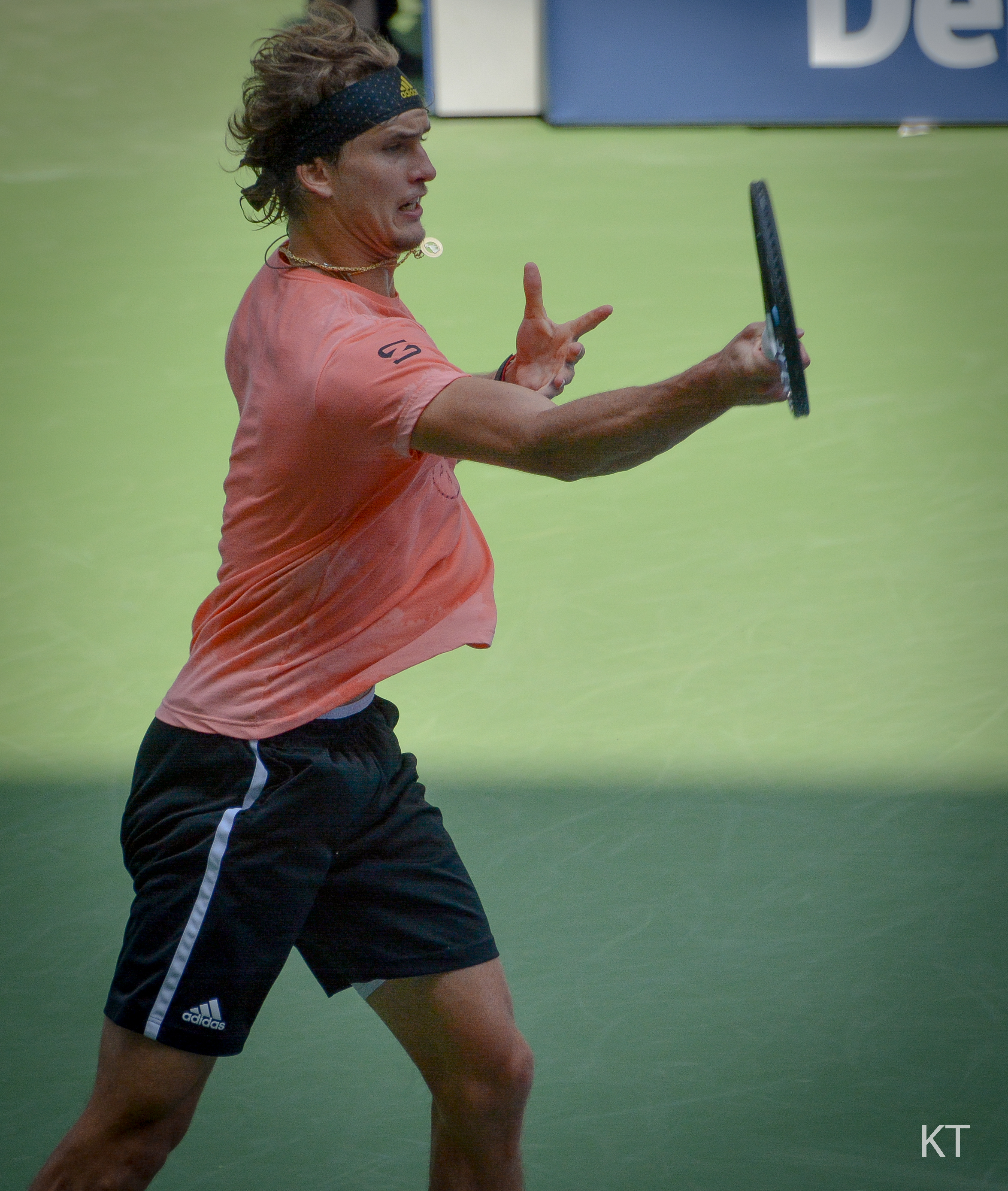
Zverev en un entrenamiento previo al US Open, el último Grand Slam del año.

Tras esto jugó el Masters de Toronto torneo del que es campeón defensor, comenzó venciendo a Bradley Klahn y Daniil Medvédev en sets corridos para llegar a cuartos, donde caería contra la sorpresa del torneo Stefanos Tsitsipas por 3-6, 7-6(11) y 6-4 en un partido intenso de 2 horas 27 minutos, habiendo servido para el partido en el segundo cuando sacaba 5 a 3 y también haber tenido dos puntos de partido. Su último torneo de preparación de cara al US Open sería el Masters de Cincinnati perdiendo a las primeras de cambio (al igual que el año pasado) contra Robin Haase por un ajustado 7-5, 4-6, 5-7 de esta forma llega al último Grand Slam del año con 7 triunfos y 2 derrotas en la gira norteamericana y con un título y no llegando como favorito al título en Nueva York. Comienza el US Open con dos convincentes victorias sobre Peter Polansky y Nicolas Mahut en sets corridos antes de perder en la tercera ronda contra Philipp Kohlschreiber en cuatro sets decepcionando nuevamente en un Grand Slam.
Tras este contratiempo en Estados Unidos. Del 21 al 23 de septiembre, participó en la Laver Cup por segundo año consecutivo para el equipo de Europa. Pierde su único partido de dobles con Roger Federer contra la pareja estadounidense de John Isner y Jack Sock por 6-4, 6-7(2) y 9-11, pero ganó sus dos partidos individuales contra John Isner nuevamente por 3-6, 7-6(6) y 10-7 en un partido duro y luego a Kevin Anderson por 6-7(3), 7-5 y 10-7 para permitir que su equipo gane la Copa por 13 a 8.
Regresó a la competición oficial a inicios de octubre para la gira asiática, con un mal comienzo en el ATP 500 de Pekín perdiendo contra Malek Jaziri en la segunda ronda. Luego en el Masters de Shanghái llegó a semifinales tras vencer en sets corridos a Nikoloz Basilashvili por 7-5, 6-4, a Álex de Miñaur por 6-4, 6-1 y al cabeza de serie número 11 Kyle Edmund por doble 6-4 en solo 1 hora y 12 minutos. Esta victoria también le da la calificación para el Masters de Londres, siendo su segunda clasificación después de 2017. En semifinales es ampliamente vencido por el número 3 del mundo Novak Djokovic por un claro 6-2 y 6-1 en solo una hora de juego, quien ganaría el torneo.
Comienza la temporada en pista cubierta (bajo techo) con el ATP 500 de Basilea donde alcanzó las semifinales tras vencer a Robin Haase, Alexei Popyrin y Roberto Bautista en sets corridos, en las semifinales fue derrotado por la sorpresa del torneo Marius Copil por 3-6, 7-6(6) y 4-6. Luego en el Masters de París-Berçy comienza venciendo a Frances Tiafoe por doble 6-4, luego en tercera ronda vence a Diego Schwartzman por 6-4 y 6-2. Finalmente es derrotado en cuartos de final por el ruso Karén Jachánov por un claro 6-1 y 6-2 en solo 1 hora y 10 minutos quien sería a la postre el campeón del torneo ganando su primer Masters 1000.
Ya en el último torneo del año: el ATP World Tour Finals quedó situado en el Grupo Gustavo Kuerten junto al serbio Novak Djokovic, el croata Marin Čilić y el estadounidense John Isner. Ganó su primer partido contra el croata en dos desempates y en 2 horas 6 minutos, luego cae por 6-4 y 6-1 en 1 hora y 16 minutos contra el serbio. Finalmente gana el último lugar para las semifinales eliminando a Isner por 7-6(5) y 6-3 en 1 hora y 21 minutos, convirtiéndose en el semifinalista más joven desde Juan Martín del Potro en la edición 2009. Ahí se enfrentó al número 3 del mundo el suizo Roger Federer y lo venció por un estrecho 7-5 y 7-6(5) para clasificarse a la final del torneo de maestros por primera vez. Ahí enfrentó al serbio y número 1 del mundo, Novak Djokovic, a quien venció sin apelación por 6-4 y 6-3 logrando el décimo y más importante título de su carrera, convirtiéndose en el séptimo jugador más joven con 21 años en ganar el Masters y el más joven desde el propio Djokovic en 2008. Se convirtió en el primer alemán en ganar el torneo de maestros desde Boris Becker en 1995. Esta fue también la primera victoria de Zverev sobre un jugador actual número 1 del mundo.
Finalizó la temporada como número 4 del mundo al igual que el año pasado, manteniéndose en el top 5 durante todo el año logrando 1 Masters 1000 y el Torneo de Maestros, pero sin embargo, su cuenta pendiente aún eran los Grand Slam.

### 2019: Irregularidad y bajón anímico
Comenzó la temporada disputado la Copa Hopman, asociándose con Angelique Kerber. Venció sucesivamente a Lucas Pouille por 6-3, 6-7(8), 6-2 y luego a David Ferrer por 6-4, 4-6, 7-6(0), en su tercera partido derrota fácilmente a Matthew Ebden por 6-4, 6-3 para acceder a la final donde se enfrentaron a Suiza, en individuales cayó contra Roger Federer 4-6, 2-6, tras el triunfo de Kerber sobre Belinda Bencic se tuvo que disputar el dobles mixtos para definir al campeón de la edición 2019, donde los alemanes cayeron en un épico partido por 0-4, 4-1, 3-4(4) a pesar de disponer de dos pelotas de título. En la ceremonia de entrega de premios, Zverev se divierte preguntándole a Federer cuándo planea retirarse, bajo la risa del público.
Después de una semana de descanso, jugó el Abierto de Australia. Pasó fácilmente la primera ronda en menos de dos horas contra el 67 del mundo Aljaž Bedene por 6-4, 6-1, 6-4. En segunda ronda se enfrentó al francés Jérémy Chardy y pesar de ir ganado 2 sets a 0 e ir dominando el partido no pudo cerrar el encuentro mostrando su dificultades a la hora de afrontar los Grand Slam y finalmente gana en cinco sets por 7-6(5), 6-4, 5-7, 6-7(6) y 6-1. En la siguiente ronda se recuperó aplastando al australiano Alex Bolt 6-3, 6-3, 6-2, pero inesperadamente cayó en octavos de final contra el canadiense Milos Raonic por un score de 1-6, 1-6, 6-7(5). Sin embargo, al final del torneo, regresó al tercer lugar del ranking de la ATP, aprovechando la temprana eliminación de Roger Federer.
En los primeros días de febrero, disputó la Fase clasificatoria de la Copa Davis 2019 en donde su país enfrentó a Hungría en Fráncfort sobre pista dura. Disputó el segundo punto y derrotó fácilmente a Péter Nagy doble 6-2 en 1 hora y 10 minutos. Ya en el cuarto punto batió a Gábor Borsos 6-3, 6-4 y finalmente Alemania ganó la serie 5-0 clasificándose para la fase final que se celebrará en noviembre en Madrid. Por una molestia en el tobillo, renunció al Torneo de Róterdam, que se celebró del 9 al 17 de febrero. Regresó a la competencia el 26 de febrero como segundo cabeza de serie en el Torneo de Acapulco. En su dos primeros partidos batió al australiano Alexei Popyrin 6-3, 6-3 y luego al español David Ferrer que jugaba su última temporada como profesional por 7-6(0) y 6-1. En los cuartos de final, venció fácilmente al joven prodigio australiano Alex De Miñaur por doble 6-4 en 1 hora y 15 minutos para acceder a las semifinales. Allí se deshizo rápidamente del 64.º del mundo Cameron Norrie en dos sets por 7-6(0) y 6-3. Jugó su 16.ª final ATP con solo 21 años contra el polémico tenista australiano Nick Kyrgios que venía de eliminar a Rafael Nadal, Stanislas Wawrinka y John Isner sucesivamente. Cayendo en dos sets por 3-6 y 4-6. Sin embargo, ganó el dobles con su hermano Mischa venciendo en la final a Austin Krajicek y Artem Sitak 2-6, 7-6(4) y 10-5.
En marzo disputó los dos primeros Masters 1000 de la temporada: el primer fue Indian Wells donde perdió sorpresivamente en la tercera ronda contra Jan-Lennard Struff por un claro 6-3, 6-1. Y en Miami también pierde de entrada en la segunda ronda contra el español David Ferrer, quien lo derrota en tres sets 6-2, 5-7 y 3-6. Durante esta serie de malos resultados, Sasha explicó que se encontraba en un momento particular de su vida, por los problemas de salud de su padre y por haberse separado de su pareja.
Consciente de su falta de ritmo competitivo, decide empezar su gira de tierra batida el 8 de abril tras registrarse a último momento recibiendo un Will Card para disputar el ATP 250 de Marrakech en Marruecos. Como principal cabeza de serie venció en la primera ronda al uzbeko Denis Istomin doble 6-4 y luego perdió contra el español Jaume Munar, especialista en esta superficie y con ocho victorias sobre tierra batida en este año, en tres sets por 6-7(1), 6-2, 3-6. A la semana siguiente jugó el primer Masters 1000 sobre arcilla de la temporada: Montecarlo. Comenzó desde la segunda ronda eliminando al joven tenista canadiense Félix Auger-Aliassime por un fácil 6-1 y 6-4, luego en tercera ronda cayó contra el futuro campeón del torneo, el italiano Fabio Fognini por 6-7(6), 1-6. Tras este nuevo fracaso, a la semana siguiente disputa el Torneo Conde de Godó, debutó en la segunda ronda al ser segundo cabeza de serie contra el chileno Nicolás Jarry y en un partido con vaivenes del alemán cayó 6-3, 5-7 y 6-7(5) a pesar de tener varias chances de cerrar el encuentro luego de tener un punto de partido en el segundo set, y en el tercero, ir liderando 3-0 en la muerte súbita. Así solo suma 3 victorias y 5 derrotas en sus últimos tres torneos sin poder alcanzar los cuartos de final.
El 1 de mayo, comenzó el Torneo de Múnich en su natal Alemania donde defendía título. Empezó desde la segunda ronda como principal cabeza de serie derrotando al argentino Juan Ignacio Londero en dos sets por 7-5, 6-1 para encontrarse en los cuartos de final al chileno Christian Garin, quien durante este año solo ha jugado en tierra batida, además se jugó una especie de revancha de la final de Roland Garros 2013 júnior (la cual ganó Garin) y nuevamente ganó Garin en un luchado partido por 4-6, 7-5 y 5-7 luego que Zverev desperdiciara dos puntos de partido en el set final cuando iba 5-4 arriba. Esto tiene un efecto en su ranking al hacerle perder el tercer lugar mundial a manos de Roger Federer. Con un bajo nivel de tenis, emocional y personal disputó el Masters de Madrid como tercer cabeza de serie. Comenzó desde la segunda ronda enfrentándose al local David Ferrer, se tomaría revancha de lo ocurrido en Miami hace 2 meses atrás y lo apabullaría por un fácil 6-4, 6-1 retirando al español del tenis profesional debido a que este era su último torneo. En la tercera ronda, hizo un gran partido para vencer al polaco Hubert Hurkacz por marcador de 3-6, 6-4, 6-4 para acceder a los cuartos de final, también por fin logró hilvanar 2 triunfos seguidos desde febrero. Allí se enfrenta al griego Stefanos Tsitsipas quien lo derrota en tres sets por 5-7, 6-3 y 2-6. Al no poder defender los puntos obtenidos el año anterior por su título, pierdo otro lugar en el ranking del 13 de mayo y baja al 5.º lugar. En el Masters de Roma enfrentó en la segunda ronda al Will Card local Matteo Berrettini (39.º del mundo), sigue sin poder encontrar su mejor nivel y también atrapado con sus problemas personales, perdió en dos sets por doble 5-7 y así perdió cerca de 500 puntos al no poder defender su final del año anterior. Necesitado de confianza y de triunfos, se inscribió a última hora en el Torneo de Ginebra, un torneo ATP 250. Como principal cabeza de serie, debutó en la segunda ronda contra el letón Ernests Gulbis al que batió 6-2, 6-1 en una hora de juego, luego en los cuartos de final debe luchar contra el boliviano Hugo Dellien ganándole por 7-5, 3-6, 6-3 para acceder a semifinales. Allí se enfrenta al argentino Federico Delbonis, nuevamente necesita tres sets para ganar por 7-5, 6-7(6) y 6-3. En la final se enfrenta al chileno Nicolás Jarry, y después de dos interrupciones debido a la lluvia, y dos puntos de partido salvados, gana su undécimo título y el único del año después de una larga batalla de 2 horas y 57 minutos por 6-3, 3-6, 7-6(8).

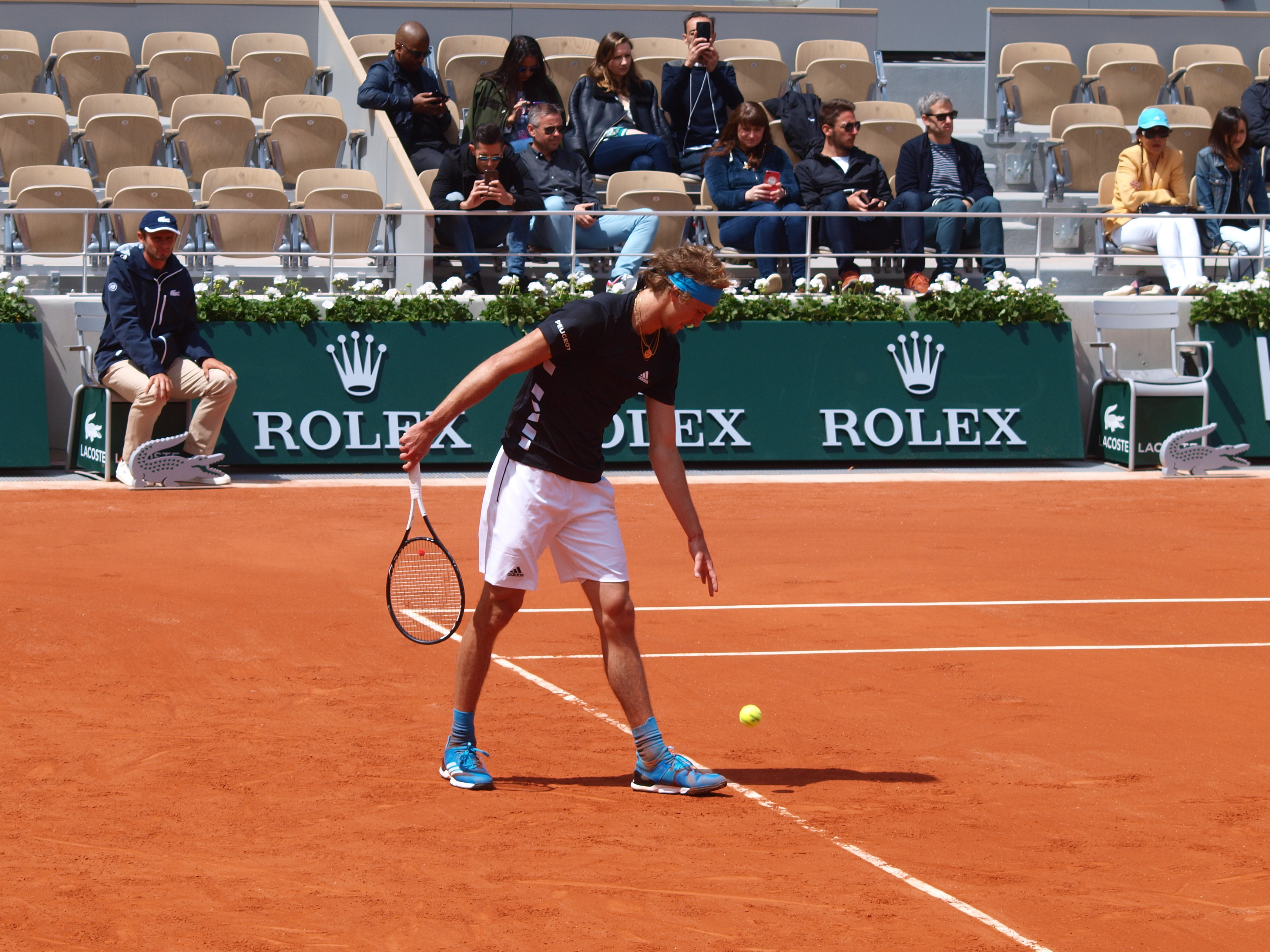
Zverev durante Roland Garros 2019.

Llega a Roland Garros con una semana menos de descanso a diferencia de todos los top ten, pero con mucha confianza tras su título en Ginebra. Juega en la primera ronda contra el australiano John Millman como quinto preclasificado, al que derrota en cinco sets con mucha dificultad por 7-6(4), 6-3, 2-6, 6-7(5), 6-3, duelo donde rompió su raqueta de la rabia tras perder el cuarto set. En la segunda ronda, derrotó fácilmente al joven sueco y número 148 del mundo, Mikael Ymer, por 6-1, 6-3 y 7-6(3). En la tercera ronda, se enfrenta al 35 del mundo y al 30.º cabeza de serie Dušan Lajović y nuevamente necesita cinco sets para derrotarlo por 6-4, 6-2, 4-6, 1-6, 6-2, e irónicamente al igual que con Millman iba 2-0 arriba en sets. En octavos de final, derrotó al 12 del mundo Fabio Fognini, ganador reciente del Masters de Montecarlo, en cuatro sets por 3-6, 6-2, 6-2 y 7-6(5) para acceder a su segundo cuartos de final consecutivo en la capital francesa. Allí se enfrentó al número 1 del mundo el serbio Novak Djokovic, cayendo en sets corridos por 5-7, 2-6, 2-6.
El 7 de junio, anunció su participación en el Torneo de Stuttgart, un ATP 250 sobre césped, donde será el máximo favorito. Sorpresivamente cayó en la segunda ronda contra su compatriota Dustin Brown por 4-6, 7-6(3), 3-6. Luego juega en Halle donde vence a Robin Haase y Steve Johnson en sus dos primeras rondas en sets corridos. En los cuartos de final perdió contra el belga David Goffin 6-3, 1-6, 6-7(3) después de tener dos puntos de partido en el 5-4 del tercer set. En Wimbledon, cayo sorpresivamente en la primera ronda contra el checo Jiří Veselý por 6-4, 3-6, 2-6, 5-7 confirmando sus dificultades para jugar los Grand Slam.
Tras algunos problemas con su antiguo agente, Zverev decide unirse a Team8, la agencia de representante de jugadores perteneciente al tenista Roger Federer.
A finales de julio, jugó el ATP 500 de Hamburgo como segundo cabeza de serie, en la primera ronda venció a Nicolás Jarry por 6-4, 6-2 y luego derrotó en la segunda ronda al argentino Federico Delbonis 6-4 y 7-6(2) para avanzar a los cuartos de final. Después anunció el fin de la colaboración con su entrenador Ivan Lendl, comenzó mal el partido contra el serbio Filip Krajinović perdiendo la primera manga, pero después se recompuso y ganó 2-6, 7-5, 6-2. En semifinales perdió contra el campeón defensor, el georgiano Nikoloz Basilashvili, en tres sets por 4-6, 6-4 y 6-7(5) a pesar de haber servido para el partido en el tercer set 5-3 (y haber tenido 2 pelotas de partido en el 5-4 restando) y liderar 5-2 en la muerte súbita.
Inmediatamente empezó su gira por canchas duras norteamericanas con el Masters de Montreal como tercer cabeza de serie. En la segunda ronda derrotó al británico Cameron Norrie por un estrecho 7-6(4), 6-4 y en octavos de final se vengó del georgiano Nikoloz Basilashvili por 7-5, 5-7 y 7-6(5) salvando un punto de partido. En los cuartos de final, perdió ante el ruso Karén Jachánov en dos sets por 4-6, 4-6. En el Masters de Cincinnati perdió de entrada contra el serbio Miomir Kecmanović por 7-6(4), 2-6, 4-6.
Fue cabeza de serie n.º 6 en el último Grand Slam del año: US Open. En primera ronda venció con muchas dificultades al moldavo Radu Albot por 6-1, 6-3, 3-6, 4-6, 6-2 y en la segunda ronda volvió a tener otro partido complicado contra el estadounidense Frances Tiafoe ganando por 6-3, 3-6, 6-2, 2-6, 6-3. En la tercera ronda, tiene otro extenuante partido contra el esloveno Aljaž Bedene, a quien vence en cuatro sets por 6-7(4), 7-6(4), 6-3 y 7-6(3), pero perdió en la cuarta ronda contra el argentino Diego Schwartzman por 6-3, 2-6, 4-6, 3-6 demostrando que los Grand Slam siguen siendo una piedra en el zapato para el alemán.
Representó al equipo europeo en Ginebra del 20 al 22 de septiembre en una nueva edición de la Laver Cup. Perdió su primer individual contra John Isner por 7-6(2), 4-6, 1-10, luego ganó el dobles asociándose con Roger Federer contra la dupla Jack Sock / Denis Shapovalov por 6-3, 7-5. Luego, en el último día, ganó el partido decisivo (como el año anterior) contra el canadiense Milos Raonic por 6-4, 3-6 y 10-4 que llevó a su equipo a la victoria.
A principios de octubre jugó el ATP 500 de Pekín siendo segundo cabeza de serie. En primera ronda batió al estadounidense Frances Tiafoe 6-3, 6-2 y luego se deshace fácilmente del canadiense Félix Auger-Aliassime por 6-3 y 6-1. En los cuartos de final derrotó al estadounidense Sam Querrey 7-6(3), 6-2, pero perdió en semifinales contra el griego Stefanos Tsitsipas por 6-7(6), 4-6.
A la semana siguiente jugó el Masters de Shanghái, exento de la primera ronda, derrotó al francés Jérémy Chardy en 2.ª ronda en doble tiebreak por 7-6(13) y 7-6(3). En los octavos de final derrotó al ruso Andréi Rubliov 6-0, 7-6(4) y luego ganó sus cuartos de final (el tercero de la temporada en Masters 1000, después de Madrid y Montreal) contra Roger Federer por 6-3, 6-7(7) y 6-3. En las semifinales derrotó al italiano Matteo Berrettini, verdugo de Dominic Thiem en la ronda anterior, en poco más de una hora por 6-3, 6-4 para acceder a su sexta final de Masters 1000 (y la 18.ª en su carrera). Ahí enfrentó al ruso y número 4 del mundo, Daniil Medvédev (quien se encontraba jugando su sexta final), contra quien perdió rápidamente en 1 hora y 14 minutos por 4-6 y 1-6.
Fue segundo cabeza de serie en el ATP 500 de Basilea donde se enfrentó en la primera ronda al estadounidense Taylor Fritz, con quien perdió en dos sets por 6-7(7), 4-6. En el Masters de París-Berçy empezó en la segunda ronda venciendo fácilmente al español Fernando Verdasco por 6-1, 6-3. En tercera ronda perdió contra el joven canadiense Denis Shapovalov por 2-6, 7-5, 2-6.
Ya en el último torneo de la temporada: el ATP Finals quedó ubicado en el Grupo Andre Agassi con el español Rafael Nadal, el ruso Daniil Medvédev y el griego Stefanos Tsitsipas. En su primer partido debutó ante Nadal y lo derrotó por primera vez por 6-2 y 6-4. En su segundo partido perdió ante Tsitsipas por 3-6, 2-6 y en su partido clasificatorio venció a Medvédev por 6-4 y 7-6(4) para avanzar como segundo en su grupo. Sin embargo, no pudo defender su título, perdiendo contra Dominic Thiem en las semifinales por 5-7, 3-6. Zverev terminó la temporada como número 7 del mundo.

### 2020: Primera final de Grand Slam y 2 títulos
Zverev comienza su año en la reciente creada ATP CUP representando a Alemania. Debuta frente a Álex De Minaur, perdiendo por 6-4, 6-7(3) y 2-6 y siendo derrota del equipo alemán. En su segundo partido, juega contra el griego Stefanos Tsitsipas y pierde por 1-6 y 4-6, pero el equipo logra ganar los otros dos puntos para ganar la serie. Ya en el último partido de la fase de grupos, Alexander cae contra Denis Shapovalov por doble 2-6 y quedando eliminado en fase de grupos, y un Zverev con mucha falta de confianza de cara al primer grand slam del año.
Comienza el Australian Open como n°7 del mundo. En primera ronda, derrota al italiano Marco Cecchinato por 6-4, 7-6(4) y 6-3. En segunda ronda, a Egor Gerasimov por 7-6(5), 6-4 y 7-5. En tercera ronda, al veterano Fernando Verdasco por doble 6-2 y 6-4. En cuarta ronda, derrota al ruso Andréi Rubliov (16°) por triple 6-4 para llegar a cuartos de final sin ceder sets. En esta instancia, enfrenta a Stan Wawrinka (15°), y lo derrota por 1-6, 6-3, 6-4 y 6-2 para pisar por primera vez semifinales de un grand slam. Ya en semis, Dominic Thiem (5°), frena al alemán y lo derrota por 6-3, 4-6, 6-7(3) y 6-7(4) cayendo de forma cerrada, pero recuperando la confianza luego del mal inicio de año.
En febrero, disputa el ATP 500 de Acapulco. Comienza en primera ronda derrotando a Jason Jung por 7-6(6) y 6-1. En segunda ronda, cae por sorpresa con Tommy Paul por 3-6 y 4-6 despidiéndose rápidamente del torneo.
Debido a la pandemia de COVID-19, no se pudieron disputar torneos por un largo tiempo y el ranking ATP quedó congelado.
A finales de agosto, regresa el tenis con el Masters 1000 de Cincinnati. Debuta en 2R contra Andy Murray, cayendo por 3-6, 6-3 y 5-7.
Disputa el US Open como preclasificado n°5. En 1R, derrota a Kevin Anderson por 7-6(2), 5-7, 6-3 y 7-5. En 2R, a Brandon Nakashima 7-5, 6-7(8), 6-3 y 6-1. En 3R, a Adrian Mannarino por 6-7(4), 6-4 y doble 6-2 para llegar a la segunda semana del torneo. En 4R, derrota al español Davidovich Fokina por doble 6-2 y 6-1 para instalarse en cuartos. En esta instancia, derrota al croata Borna Ćorić por 1-6, 7-6(5), 7-6(1) y 6-3 para lograr su segunda semifinal consecutiva de Grand Slam. En semifinales, derrota a Carreño Busta, remontando 2 sets abajo por 3-6, 2-6, 6-3, 6-4 y 6-3 para llegar a su primer final de un grand slam. En la gran final, enfrenta a Dominic Thiem(2°). Comienza ganando los primeros sets por 6-2 y 6-4, pero cuando parecía que podía llevarse el título, el austríaco remonta por 4-6, 3-6 y 6-7(6), privando al alemán de conseguir el primer grand slam de su carrera.
Luego de algunas semanas, disputa Roland Garros que se juega en esta época debido a la pandemia. Gana el 1R contra Dennis Novak por 7-5, 6-4 y 6-2. En 2R, gana en 5 sets al francés Pierre-Hugues Herbert por 2-6, 6-4, 7-6(5), 4-6 y 6-4. En 3R, al italiano Marco Cecchinato por 6-1, 7-5 y 6-3. En 4R, es sorprendido por el joven Jannick Sinner y lo derrota por 3-6, 3-6, 6-4 y 3-6.
Luego juega en su natal Alemania el Torneo de Colonia de categoría 250. En 2R, vence a Fernando Verdasco por 6-4 y 6-1. En cuartos, al sudafricano Lloyd Harris por 6-4, 3-6 y 6-0. En semis, a Davidovich Fokina por 7-5 y 7-6(3). En la final, derrota a Auger-Aliassime por doble 6-3 para ganar su primer título del año.
A la siguiente semana disputa el Torneo de Colonia II. Gana en 2R a John Millman por 6-0, 3-6 y 6-3. En cuartos, a Adrian Mannarino de forma consecutiva por 6-4, 6-7(5) y 6-4. En semis, vence a Jannick Sinner por 7-6(3) y 6-3, y en la final, derrota al argentino Diego Schwartzman por 6-2 y 6-1, para ganar su segundo trofeo del año.
Disputa el M1000 de París como antesala del ATP Finals. Comienza en 2R, ganando a Miomir Kecmanovic por doble 6-2. En 3R, vence por tercera vez en el año a Mannarino por 7-6(11), 6-7(7) y 6-4 de forma muy ajustada. En cuartos, gana a Stan Wawrinka por 6-3 y 7-6(1). En semis vence al favorito Rafael Nadal por 6-4 y 7-5. En la final, enfrenta al ruso Daniil Medvédev pero no puede vencerlo y cae por 7-5, 4-6 y 1-6.
Cierra el año disputando las ATP Finals. Comienza con una derrota, frente al ruso, Daniil Medvedev por 3-6 y 4-6, quien lo vuelve a derrotar. En el segundo partido, le gana a Diego Schwartzman por 6-3, 4-6 y 6-3, y ya en el último partido jugandose la clasificación, cae derrotado contra el número uno del mundo, Novak Djokovic por 3-6, 6-7(4), quedando afuera en el round robin, algo que no le pasaba desde 2017.
El balance final es de 28-11, cosechó 2 títulos y tuvo un prize money de $3.255.077. Logró llegar a una final de Grand Slam y mejoró sus resultados en estos torneos.

### 2021: 4° y 5° M1000, segunda ATP Finals, medalla de oro y 6 títulos
Zverev arranca el año disputando la segunda edición de la Copa ATP. Juega frente a Denis Shapovalov en el round robin, y lo derrota por 6-7(5), 6-3 y 7-6(4) y darle la serie frente a Canadá. En la última serie frente a Serbia, por el pase a semifinales, pierde frente a Novak Djokovic por 6-7(3), 6-2 y 7-5, pero gana en el dobles junto a Jan-Lennard Struff para pasar a semifinales. En esta instancia, enfrentan a Rusia, donde Sasha, cae frente a Daniil Medvedev por 6-3, 3-6 y 5-7 y caen eliminados.  
Luego disputa el Abierto de Australia como n°7 del mundo. En primera ronda, vence a Marcos Giron por 6-7(8), 7-6(5), 6-3 y 6-2. En segunda ronda, a Maxime Cressy por 7-5, 6-4 y 6-3. En tercera ronda, a Adrian Mannarino por doble 6-3 y 6-1. En cuarta ronda a Dušan Lajović por 6-4, 7-6(5) y 6-3, siendo finalmente derrotado por el n°1 del mundo, Novak Djokovic, por 7-6(6), 2-6, 4-6 y 6-7(6), terminando una buena actuación en el primer grand slam.  
Disputa en marzo, el Torneo de Róterdam, pero cae en primera ronda, frente a Alexander Bublik por 5-7, 3-6. Luego de dos semanas, disputa el Torneo de Acapulco, como uno de los favoritos. Juega en primera ronda contra el joven de 17 años Carlos Alcaraz y lo derrota por 6-3 y 6-1. En segunda ronda, vence a Laslo Djere por 6-4 y 6-3. En cuartos, Casper Ruud se retira por lo que el alemán pasa directamente a semifinales. En esta ronda, vence a su compatriota Dominik Koepfer por 6-4, 7-6(5). En la final, enfrenta al griego Stefanos Tsitsipas y lo derrota por 6-4, 7-6(3) para ganar un nuevo ATP 500 y el primer título del año y sin ceder sets. En la siguiente semana, disputa el Masters de Miami, pero cae en la segunda ronda frente a Emil Ruusuvuori por 6-1, 3-6 y 1-6.  
Ya en abril, empieza la gira de arcilla, en el Master de Montecarlo. En segunda ronda, le gana a Lorenzo Sonego por doble 6-3, pero cae en tercera ronda contra David Goffin por 4-6 y 6-7(7). Luego disputa en su país natal, el Torneo de Múnich, donde gana en segunda ronda frente a Ricardas Berankis por 6-2 y 6-4, pero cae en cuartos de final, contra Ilya Ivashka por 7-6(5), 5-7 y 3-6.  
En Mayo, disputa el Master de Madrid. En segunda ronda, derrota a Kei Nishikori por 6-3 y 6-2. En tercera ronda, gana a Daniel Evans por 6-3 y 7-6(3). En cuartos de final, da el golpe, y derrota al n°2 del mundo, Rafael Nadal por doble 6-4. En semifinales, derrota al austríaco y n°4 del mundo, Dominic Thiem, por 6-3 y 6-4. Ya en la final, derrota al italiano, Matteo Berrettini por 6-7(8), 6-4 y 6-3 para ganar el segundo título de la temporada y su 4.º M1000. En la siguiente semana, disputa el Master de Roma, comienza ganando en segunda ronda a Hugo Dellien por doble 6-2. En tercera ronda, derrota nuevamente a Kei Nishikori por 4-6, 6-3 y 6-4, pero en cuartos, Rafael Nadal se venga y lo derrota por 3-6 y 4-6.  
Llega al segundo grand slam del año, Roland Garros como n°6 del mundo y un candidato a ganar el torneo. Comienza en primera ronda, derrotando en 5 sets, a su compatriota Oscar Otte por 3-6, 3-6, 6-2, 6-2 y 6-0. En segunda ronda, vence a Roman Safiullin por 7-6(4), 6-3 y 7-6(1). En tercera ronda gana a Laslo Djere por 6-2, 7-5 y 6-2. En cuarta ronda, vence por tercera vez en el año al japonés Kei Nishikori por 6-4 y doble 6-1. Ya en cuartos, vence a la sorpresa del torneo, Davidovich Fokina por 6-4 y doble 6-1, para llegar a semifinales por primera vez. En esta instancia, cae contra el griego Stefanos Tsitsipas por 3-6, 3-6, 6-4, 6-4 y 3-6, donde sigue mejorando sus actuaciones en grand slam.  
Empieza su gira de hierba en el Torneo de Halle. En primera ronda, derrota a su compatriota Dominik Koepfer por 6-4, 3-6 y 6-3, pero es derrotado en segunda ronda por el francés Ugo Humbert por 6-7(4), 6-3 y 3-6 quien luego sería campeón del torneo.  
Con este flojo torneo, Zverev comenzaba Wimbledon, en busca de seguir mejorando sus resultados en Grand Slam. En primera ronda, vence a Tallon Griekspoor por 6-3, 6-4 y 6-1. En segunda ronda, le gana a Tennys Sandgren por 7-5, 6-2 y 6-3. En tercera ronda, a Taylor Fritz por 6-7(3), 6-4, 6-3 y 7-6(4), en un duro partido. En cuarta ronda, sería derrotado por Felix Auger-Aliassime por 4-6, 6-7(6), 6-3, 6-3 y 4-6, igualando lo hecho en 2017, siendo su grand slam más complicado hasta ahora.  
Luego de un mes, comienza su participación en los Juegos Olimpicos, jugandolos por primera vez en su carrera. En primera ronda, vence a Yen-hsun Lu por 6-1 y 6-3, en segunda ronda, a Daniel Galán por doble 6-2, en tercera ronda, a Nikoloz Basilashvili por 6-4 y 7-6(5), en cuartos de final, a Jeremy Chardy por 6-4 y 6-1, y en semifinales, daba el golpe, venciendo al n°1 del mundo Novak Djokovic por 1-6, 6-3 y 6-1, para asegurar una medalla. En la final por la medalla de oro, el alemán venció al ruso Karen Khachanov por 6-3 y 6-1 para ganar la medalla de oro, siendo uno de sus logros más importantes de su carrera.  
Después de un merecido descanso, donde no participó del Masters de Toronto, participó en el Masters de Cincinnati como preparación para el Us Open. Empieza en segunda ronda, ganando a Lloyd Harris por 7-6(3) y 6-2, en tercera ronda, al argentino Guido Pella, por 6-2 y 6-3, en cuartos de final a Casper Ruud por 6-1 y 6-3, en semifinales, al n°3, Stefanos Tsitsipas por 6-4, 3-6 y 7-6(4) en un duro partido, y ya en la final, derrota al n°7 del mundo, Andréi Rubliov por 6-2 y 6-3, para ganar su 6° M1000 y alcanzar el n°4 del ranking y ser uno de los grandes candidatos.  
Comienza el Abierto de Estados Unidos, en busca de su primer grand slam y como un gran candidato debido a su gran estado de forma. En primera ronda, vence al local Sam Querrey por 6-4, 7-5 y 6-2. En segunda ronda, al español, Albert Ramos Viñolas por 6-1, 6-0 y 6-3. En tercera ronda, al local Jack Sock por 3-6, 6-2, 6-3 y 2-1 con retiro del tenista norteamericano. En cuarta ronda, vence al joven Jannik Sinner por 6-4, 6-4 y 7-6(7) para llegar a cuartos de final. En esta instancia, vence a una de las sorpresas del torneo, el sudafricano Lloyd Harris por 7-6(6), 6-3 y 6-4. En semifinales, se enfrenta al serbio y n°1, Novak Djokovic, quien toma revancha de los JJOO, y lo derrota por 6-4, 2-6, 4-6, 6-4 y 2-6 quien corta la racha de 16 victorias del alemán, y le impide llegar a una nueva final de grand slam.  
A la siguiente semana, disputa la 4ª edición de la Laver Cup, para el Team Europe. Zverev enfrenta a John Isner, y lo derrota por 7-6(5), 6-7(6) y 10-5 para darle un punto al equipo que la a la postre sería el campeón por 4ª vez consecutiva.  
Llegado Octubre, disputa el Masters de Indian Wells, que se juega en este mes, debido a la pandemia. Comienza como preclasificado n°3 debido a la baja de Djokovic. En segunda ronda, derrota al local Jenson Brooksby por 6-4, 3-6 y 6-1. En tercera ronda al veterano Andy Murray por 6-4 y 7-6(4). En cuarta ronda, al francés Gael Monfils por 6-1 y 6-3, pero su torneo termina en cuartos, siendo derrotado por Taylor Fritz por 6-4, 3-6 y 6-7(3).  
Empieza su gira bajo techo, en el torneo de Viena. En primera ronda, derrota a Filip Krajinovic por 6-2 y 7-5. En segunda ronda, al australiano Alex De Minaur por 6-2, 3-6 y 6-2. En cuartos de final, al canadiense Auger-Aliassime por 6-4, 3-6 y 6-3. En semifinales, a la joven promesa, Carlos Alcaraz por doble 6-3 para llegar a una nueva final. En la final, vence a Frances Tiafoe por 7-5 y 6-4, para ganar el 5° título de la temporada. Luego, disputa el Masters de Paris como n°4 del mundo. En segunda ronda, vence a Dusan Lajovic por 6-3 y 7-6(5). En tercera ronda a Grigor Dimitrov por 7-6(4), 6-7(3) y 6-3. En cuartos de final, al noruego Casper Ruud por 7-5 y 6-4, pero sería derrotado en semifinales por Daniil Medvedev por doble 2-6.  
Disputa el último torneo del año, las ATP Finals, como n°3 del mundo y gran favorito. En el round robin, comienza ganando a Matteo Berrettini por 7-6(7) y 1-0 y retiro del italiano. En el segundo partido, cae contra el n°2 del mundo, Daniil Medvedev por 3-6, 7-6(3) y 6-7(6) por lo que debe ganar el siguiente partido. Ya en la última jornada, vence al polaco Hubert Hurkacz por 6-2 y 6-4 para pasar a semifinales. Ya en las semifinales, vuelve a derrotar al n°1 Novak Djokovic por 7-6(4), 4-6 y 6-3 para llegar a la final. En la gran final, vuelve a enfrentar al ruso Daniil Medvedev y esta vez lo derrota por doble 6-4 para ganar su 6° título del año y su 2° ATP Finals cerrando el año en un gran nivel.  
Zverev termina el año con un record de 59-15, 6 títulos en la temporada, la medalla olimpica y un price money de $6.361.176, siendo uno de sus mejores años de su carrera.  

## Juegos Olímpicos

### Individual

#### Medalla de Oro
| Año  | Campeonato | Oponente en la final | Resultado en final |
| 2021 | Tokio 2020 | Karen Khachanov      | 6-3, 6-1           |

## Torneos de Grand Slam

#### Finalista (3)
| Año  | Campeonato           | Oponente en la Final | Resultado                  |
| ---- | -------------------- | -------------------- | -------------------------- |
| 2020 | Abierto de EE. UU.   | Dominic Thiem        | 6-2, 6-4, 4-6, 3-6, 6-7(6) |
| 2024 | Roland Garros        | Carlos Alcaraz       | 3-6, 6-2, 7-5, 1-6, 2-6    |
| 2025 | Abierto de Australia | Jannik Sinner        | 3-6, 6-7(4), 3-6           |

## ATP World Tour Finals

#### Títulos (2)
| Año  | Torneo  | Superficie | Ind/Outdoor | Oponente en la final | Resultado |
| 2018 | Londres | Dura       | Indoor      | Novak Djokovic       | 6-4, 6-3  |
| 2021 | Turín   | Dura       | Indoor      | Daniil Medvédev      | 6-4, 6-4  |

## ATP Masters 1000

### Individual

#### Títulos (7)
| Año  | Torneo     | Superficie    | Ind/Outdoor | Oponente en la final | Resultado        |
| 2017 | Roma       | Tierra batida | Outdoor     | Novak Djokovic       | 6-4, 6-3         |
| 2017 | Montreal   | Dura          | Outdoor     | Roger Federer        | 6-3, 6-4         |
| 2018 | Madrid     | Tierra batida | Outdoor     | Dominic Thiem        | 6-4, 6-4         |
| 2021 | Madrid     | Tierra batida | Outdoor     | Matteo Berrettini    | 6-7(8), 6-4, 6-3 |
| 2021 | Cincinnati | Dura          | Outdoor     | Andréi Rubliov       | 6-2, 6-3         |
| 2024 | Roma       | Tierra batida | Outdoor     | Nicolás Jarry        | 6-4, 7-5         |
| 2024 | París      | Dura          | Indoor      | Ugo Humbert          | 6-2, 6-2         |

#### Finalista (5)
| Año  | Torneo   | Superficie    | Ind/Outdoor | Oponente en la final | Resultado        |
| 2018 | Miami    | Dura          | Outdoor     | John Isner           | 7-6(4), 4-6, 4-6 |
| 2018 | Roma     | Tierra batida | Outdoor     | Rafael Nadal         | 1-6, 6-1, 3-6    |
| 2019 | Shanghái | Dura          | Outdoor     | Daniil Medvédev      | 4-6, 1-6         |
| 2020 | París    | Dura          | Indoor      | Daniil Medvédev      | 7-5, 4-6, 1-6    |
| 2022 | Madrid   | Tierra batida | Outdoor     | Carlos Alcaraz       | 3-6, 1-6         |

## Títulos ATP (26; 24+2)

### Individual (24)
| Leyenda              |
| -------------------- |
| Grand Slam (0)       |
| Juegos Olímpicos (1) |
| ATP Finals (2)       |
| ATP Masters 1000 (7) |
| ATP 500 (6)          |
| ATP 250 (8)          |

| N.º | Fecha                    | Torneo            | Superficie    | Oponente en la final  | Resultado           |
| --- | ------------------------ | ----------------- | ------------- | --------------------- | ------------------- |
| 1.  | 19 de septiembre de 2016 | St. Petersburg    | Dura          | Stanislas Wawrinka    | 6-2, 3-6, 7-5       |
| 2.  | 12 de febrero de 2017    | Montpellier       | Dura          | Richard Gasquet       | 7-6(4), 6-3         |
| 3.  | 7 de mayo de 2017        | Múnich            | Tierra batida | Guido Pella           | 6-4, 6-3            |
| 4.  | 21 de mayo de 2017       | Roma              | Tierra batida | Novak Djokovic        | 6-4, 6-3            |
| 5.  | 6 de agosto de 2017      | Washington        | Dura          | Kevin Anderson        | 6-4, 6-4            |
| 6.  | 13 de agosto de 2017     | Montreal          | Dura          | Roger Federer         | 6-3, 6-4            |
| 7.  | 6 de mayo de 2018        | Múnich (2)        | Tierra batida | Philipp Kohlschreiber | 6-3, 6-3            |
| 8.  | 13 de mayo de 2018       | Madrid            | Tierra batida | Dominic Thiem         | 6-4, 6-4            |
| 9.  | 5 de agosto de 2018      | Washington (2)    | Dura          | Álex de Miñaur        | 6-2, 6-4            |
| 10. | 18 de noviembre de 2018  | ATP Finals        | Dura          | Novak Djokovic        | 6-4, 6-3            |
| 11. | 25 de mayo de 2019       | Ginebra           | Tierra batida | Nicolás Jarry         | 6-3, 3-6, 7-6(8)    |
| 12. | 18 de octubre de 2020    | Colonia I         | Dura          | Félix Auger-Aliassime | 6-3, 6-3            |
| 13. | 25 de octubre de 2020    | Colonia II        | Dura          | Diego Schwartzman     | 6-2, 6-1            |
| 14. | 20 de marzo de 2021      | Acapulco          | Dura          | Stefanos Tsitsipas    | 6-4, 7-6(3)         |
| 15. | 9 de mayo de 2021        | Madrid (2)        | Tierra batida | Matteo Berrettini     | 6-7(8), 6-4, 6-3    |
| 16. | 1 de agosto de 2021      | JJ.OO. Tokio 2020 | Dura          | Karen Khachanov       | 6-3, 6-1            |
| 17. | 22 de agosto de 2021     | Cincinnati        | Dura          | Andréi Rubliov        | 6-2, 6-3            |
| 18. | 31 de octubre de 2021    | Viena             | Dura          | Frances Tiafoe        | 7-5, 6-4            |
| 19. | 21 de noviembre de 2021  | ATP Finals        | Dura          | Daniil Medvédev       | 6-4, 6-4            |
| 20. | 30 de julio de 2023      | Hamburgo          | Tierra batida | Laslo Djere           | 7-5, 6-3            |
| 21. | 26 de septiembre de 2023 | Chengdú           | Dura          | Román Safiulin        | 6-7(2), 7-6(5), 6-3 |
| 22. | 19 de mayo de 2024       | Roma (2)          | Tierra batida | Nicolás Jarry         | 6-4, 7-5            |
| 23. | 3 de noviembre de 2024   | París             | Dura          | Ugo Humbert           | 6-2, 6-2            |
| 24. | 20 de abril de 2025      | Múnich (3)        | Tierra batida | Ben Shelton           | 6-2, 6-4            |

### Dobles (2)
| Leyenda              |
| Grand Slam (0)       |
| ATP Finals (0)       |
| ATP Masters 1000 (0) |
| ATP 500 (1)          |
| ATP 250 (1)          |

| N.º | Fecha                 | Torneo      | Superficie | Pareja        | Oponentes en la final        | Resultado           |
| --- | --------------------- | ----------- | ---------- | ------------- | ---------------------------- | ------------------- |
| 1.  | 12 de febrero de 2017 | Montpellier | Dura (i)   | Mischa Zverev | Fabrice Martin Daniel Nestor | 6-4, 6-7(3), [10-7] |
| 2.  | 2 de marzo de 2019    | Acapulco    | Dura       | Mischa Zverev | Austin Krajicek Artem Sitak  | 2-6, 7-6(4), [10-5] |

## Competiciones por equipo

### Laver Cup
Zverev participó en la inauguración de la Laver Cup en Praga en 2017. Acumuló cuatro puntos al ganar sus dos partidos individuales para el Equipo europeo cuando derrotaron al Resto del Mundo 15–9. Jugó un papel más protagónico en 2018 y 2019, ganando el partido decisivo en ambas ediciones contra Kevin Anderson y Milos Raonic respectivamente.
Participa en la Laver Cup en Boston en 2021. Es convocado por Björn Borg como miembro del Equipo Europa junto a Daniil Medvédev, Stefanos Tsitsipas, Andréi Rubliov, Matteo Berrettini,  Casper Ruud y Feliciano López como suplente. Juega un partido individual frente a John Isner ganando 7-6, 6-7, 10-5 y dos en dobles, uno junto a Matteo Berrettini que pierden 6-4, 6-7, 1-10 frente a John Isner y Denis Shapovalov, y otro junto a Andréi Rubliov que ganan 6-2, 6-7, 10-3 a Reilly Opelka y Denis Shapovalov. El Equipo Europa gana el torneo. 

### Copa Davis
Hizo su debut en la Copa Davis en marzo de 2016 contra República Checa, se enfrentó al N.º 7 del mundo Tomáš Berdych en su partido debut y llegó a liderar 2-1 en sets antes de finalmente perder en cinco mangas. Después de que los checos ganaran el dobles, y que Philipp Kohlschreiber ganara su dos partidos individuales, Zverev se enfrentó a Lukáš Rosol en el quinto y decisivo punto de la serie, Rosol ganó el partido fácilmente para enviar a la República Checa a cuartos de final. En los Octavos de final de la Copa Davis 2017 se enfrentaron a Bélgica, Zverev logró su primera victoria en la competencia al batir a Arthur De Greef en sets corridos en el segundo punto, pero después perdió el dobles con su hermano Mischa, así como su segundo partido de individuales con Steve Darcis. Bélgica ganó la serie 4–1. Zverev ganó su primera llave en los Octavos de final de 2018 contra Australia de visitante, ganando sus dos partidos individuales contra Álex de Miñaur y Nick Kyrgios aportando su granito de arena en el triunfo alemán 3-1. En los cuartos de final, Alemania tomó una ventaja de 2–1 contra España después de la victoria de "Sascha" sobre David Ferrer y el triunfo de Jan-Lennard Struff y Tim Puetz en el dobles. Sin embargo, el equipo español remontó y ganó la serie en el último día después de que Zverev perdiera contra Nadal y Kohlschreiber perdiera un apretado partido de cinco sets ante Ferrer.
En 2019, se cambió el formato de la Copa Davis para que 18 países compitieran en las finales durante una sola semana en noviembre, pero solo 6, mientras que los otros 12 se decidieron a través de una ronda de clasificación en febrero. Alemania disputó la ronda clasificatoria quedando emparejada con Hungría. Zverev participó y ganó sus dos partidos individuales, ya que Alemania ganó la serie 5-0. No participó en las finales de noviembre, en las que Alemania perdió en cuartos de final.

### Hopman Cup
Representó a Alemania en la Copa Hopman durante cuatro años consecutivos desde 2016 hasta 2019 con tres parejas diferentes. En 2016, con Sabine Lisicki. El dúo ganó su llave contra Francia, con Zverev ganando sus partidos de individuales y dobles mixtos. Sin embargo, fueron derrotados contra Gran Bretaña y Australia Verde y no avanzaron a la final. Al año siguiente, participó con Andrea Petkovic. Si bien la dupla alemana solo venció a Gran Bretaña, Zverev también derrotó a Federer en individuales en el primer torneo del suizo regresando por lesión.
Tuvo mucho más éxito en 2018 y 2019 cuando hizo dupla con Angelique Kerber. En su primer año juntos, pudieron llegar a la final, principalmente gracias a que ganaron los 3 partidos de dobles mixtos. En la final contra Suiza, Zverev perdió su partido de individuales ante Roger Federer. Aunque Kerber ganó su partido de individuales contra Belinda Bencic, perdieron el decisivo duelo de dobles mixtos. Regresaron en 2019 y nuevamente llegaron a la final para repetir la final del año anterior contra Federer y Bencic. Compartieron grupo con Australia, Francia y España, los dos ganaron los seis partidos individuales, pero perdieron dos de sus tres partidos de dobles mixtos contra Australia y Francia. Al igual que el año anterior, la final se decidió en el dobles mixtos después de que Federer derrotará a Zverev y Kerber a Bencic. Con el formato de Fast4 (Al mejor de 3 sets y con solo 4 o 5 games por parcial) el partido se fue a tres sets. En el tiebreak del set decisivo, ambos equipos tuvieron un punto de partido en el 4–4. Suiza se llevó el título con Federer sacando para ganar por 4-0, 1-4 y 4-3(4).

### Medalla de Oro en los Juegos olímpicos de Tokio 2020
El 30 de julio de 2021 consiguió derrotar al número 1 del mundo, Novak Djokovic, en las semifinales de la Olimpiada de Tokio 2020, celebradas en 2021 por causa de la pandemia vírica de 2020. A pesar de empezar con un set abajo, aparentemente fácil para Djokovic, supo reponerse e imponer su dominio en el segundo set, para terminar devolviendo al serbio el 6-1 inicial y clasificarse para la final (1-6, 6-3, 6-1). En la final por el oro venció con gran autoridad al ruso Karén Jachánov, (6-3, 6-1).

## Estilo de juego

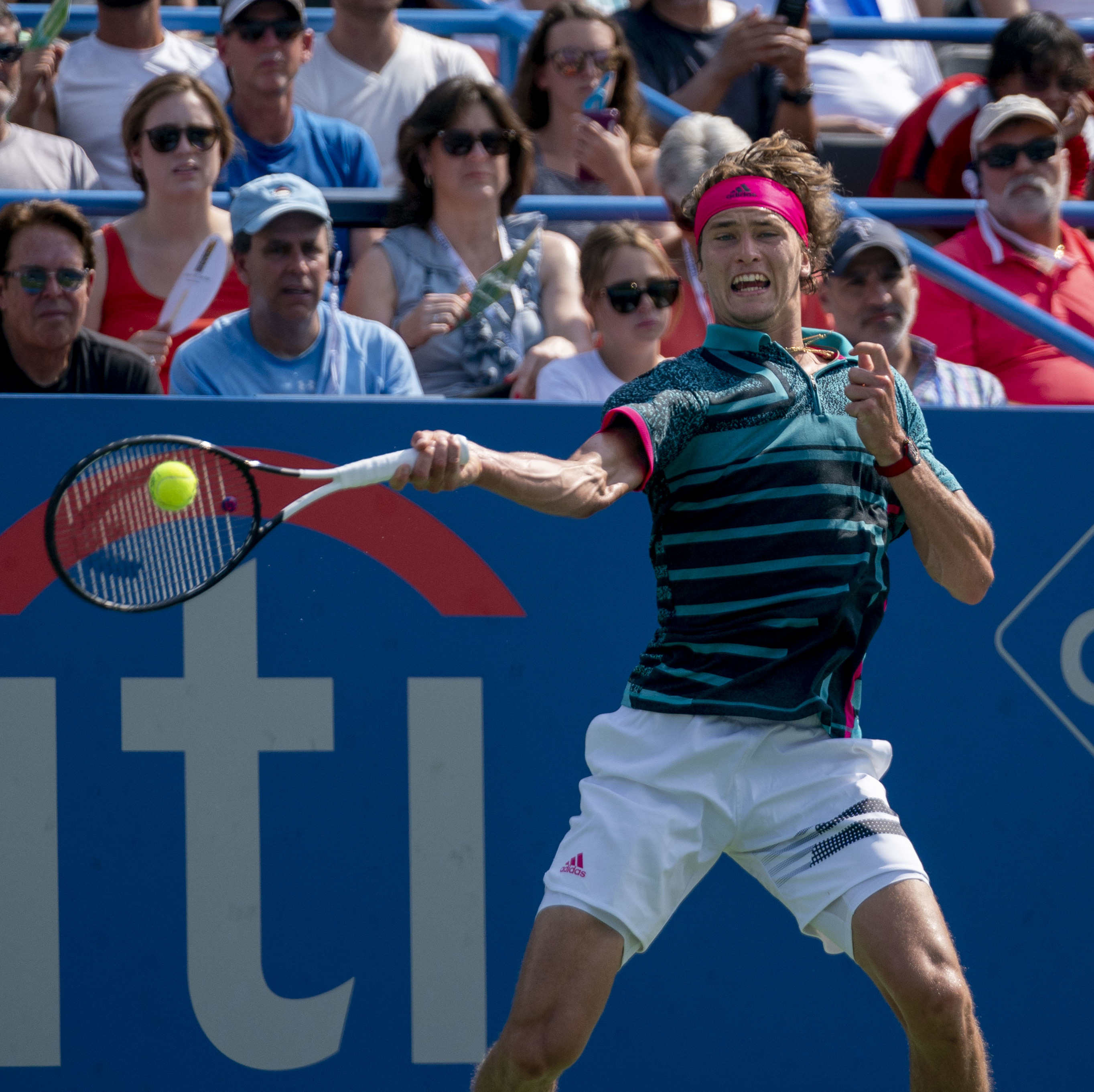
Zverev pegando con su drive.

Zverev es un jugador de línea de base agresivo. A menudo que se queda atrás detrás de la línea de base y apunta a golpear potentes golpes de fondo para tiros ganadores o para desgastar a su oponente. Aunque su estatura lo hace más lento (1,98), también aumenta su alcance y le da la más posibilidad de devolver las bolas, Novak Djokovic ha comentado que "se mueve bien para su altura". Zverev puede generar potentes golpes tanto con su revés y su derecha. Su revés en particular es considerado como su mejor golpe y uno de los mejores en el juego. Zverev emplea una empuñadura occidental cuando golpea la pelota. Tiene un agarre continental-oriental en su revés. También puede golpear rebanadas que requieren un centro de gravedad bajo, a pesar de su altura.
Con 1,98 m de altura, puede generar grandes servicios a 220 km/h o más rápido en ángulos más agudos que jugadores más bajos. El año en que Zverev entró por primera vez en el top 20, aún no era uno de los mejores servidores en el circuito, ocupando el puesto 38 en la clasificación de servicio, una estadística que combina seis estadísticas de servicio básico: porcentaje de servicio, porcentaje de puntos de primero servicio, puntos porcentuales ganados, juegos de servicio ganados, aces y dobles faltas. Esto estaba muy por detrás de él en el puesto 18 en la calificación de retorno, lo que demuestra que su juego de resto fue mucho más fuerte que su servicio. Para 2018, mejoró en ambas categorías, ubicándose en el puesto 19 en la clasificación de servicio y en el 8.º lugar en resto. Zverev se destaca en particular por alcanzar un alto porcentaje de primeros servicios, con un 64,2 % en 2018. En su juego de retorno, tuvo el quinto porcentaje más alto de puntos de primer servicio ganados ese año con un 32,4 %.

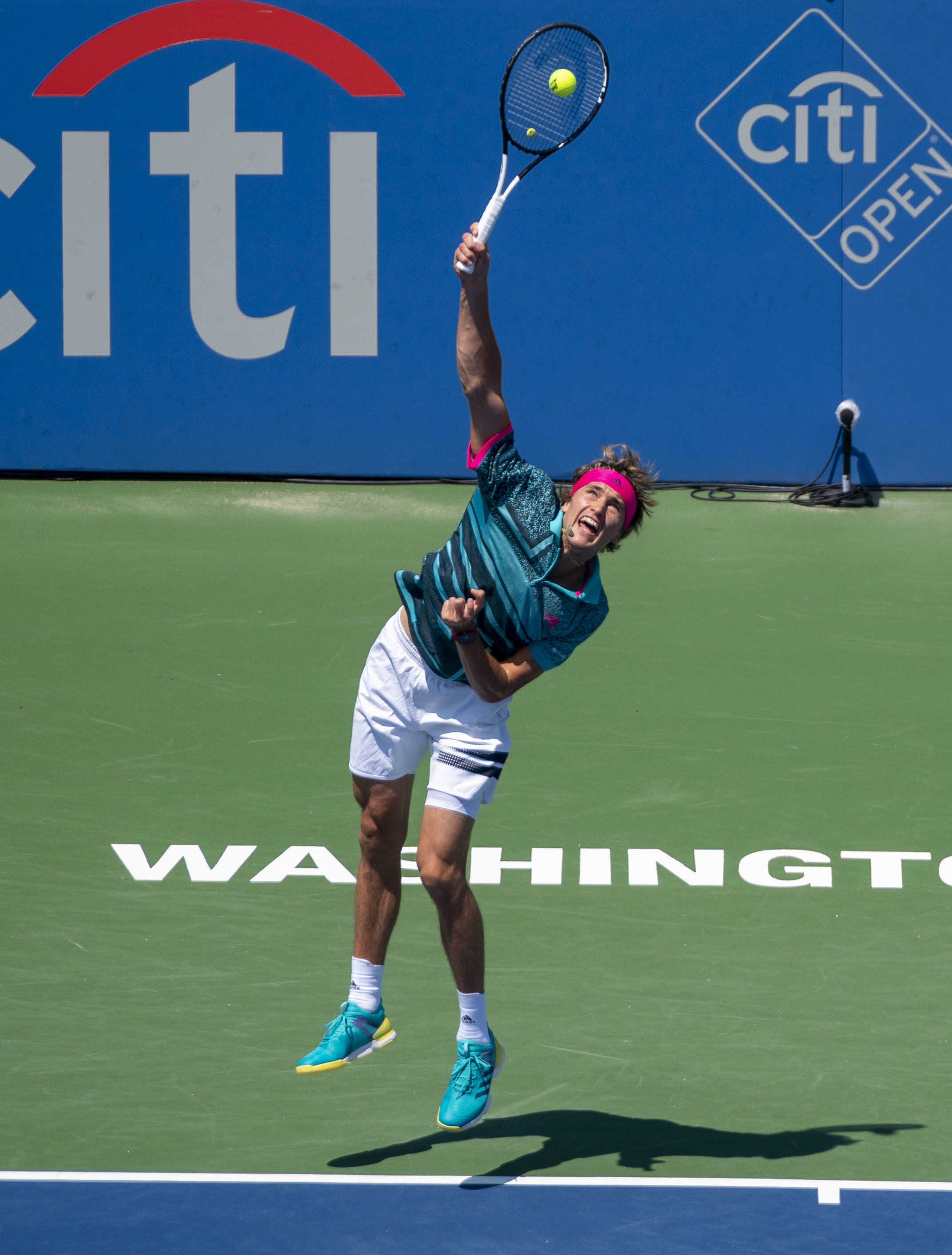
Zverev sacando.

Zverev es un jugador de todas las canchas y no pretende ser mejor en ninguna superficie en particular. Él dijo: "Siento que puedo jugar en todas las superficies. He estado en dos finales o gané torneos en todas las superficies. No siento que deba centrarme en una... Siento que tengo buenas oportunidades en todas ellas". Toni Nadal, el tío y entrenador de Rafael Nadal, ha elogiado su habilidad en canchas duras en particular, diciendo: "Su mejor superficie es, en mi opinión, la cancha dura, porque se mueve mejor que lo que hace sobre la arcilla". Seis de los primeros diez títulos de Zverev llegaron en canchas duras, mientras que los otros cuatro fueron en tierra batida. A finales de 2018, aún no ha ganado un título en césped, pero ha llegado a dos finales y también derrotó a Federer en esa superficie.
Zverev también tiene la capacidad de servir y volear. Su hermano mayor, Mischa, es considerado como el mejor jugador con este estilo de juego en la gira moderna. Aunque Sascha no emplea esta técnica tan a menudo como su hermano, ha demostrado que puede ser efectivo en grandes partidos como la final del Masters de Madrid 2018 contra Dominic Thiem, un jugador que rara vez llega a la red. La técnica de volea de Zverev es considerada como una de sus mayores debilidades.
Zverev creció alto, pero flaco y no muy musculoso. Su entrenador físico, Jez Green, se impuso hacerle más fuerte y estableció como objetivo sumar 4 kg de músculo por año. Inicialmente, Zverev tuvo dificultades para adaptarse a este estilo de entrenamiento en la cancha y dijo: "No tenía idea de lo que estaba pasando en mi cuerpo", y necesitaba adaptar su técnica de tiro cuando se hizo más musculoso. Con el tiempo, mostró mejoría en la cancha. Green comentó: "Comenzó a volverse menos tembloroso. Comenzó a absorber energía, de modo que cuando alguien golpea con fuerza, puede devolver la pelota y todo encaja en su lugar".

## Vida personal
Zverev vive en Montecarlo, Mónaco. De niño residió en Hamburgo. Desde los doce años pasó las temporadas de invierno entrenando en la Academia Saddlebrook de Florida. Por todo este trajín de vida, habla alemán, ruso e inglés.
Con su hermano mayor compitió en el Circuito Juvenil de la ITF y más tarde en el ATP Tour. Zverev tuvo frecuentes oportunidades de conocer y hasta entrenar con tenistas profesionales ya desde niño. A los cinco años conoció a Roger Federer en el Masters de Hamburgo. Zverev recordó el encuentro y dijo: "Conseguí su autógrafo y me dijo: 'Bueno, tal vez si trabajas duro, algún día podríamos jugar el uno contra el otro en alguna parte'". Él comentó que le contaron (porque no lo recuerda) que a los cuatro años practicó minitenis con Rafael Nadal y Novak Djokovic. Su padre recuerda muchos casos en los que Sascha practicó con profesionales de la ATP, por ejemplo en la Copa del Mundo por equipos de Dusseldorf cuando entrenó con Gilles Simon mientras este esperaba al resto de su equipo.
El ídolo del tenis de Zverev es Roger Federer. Ha dicho que Federer es el único jugador que lo ha hecho sentir deslumbrado. Cuando Zverev derrotó a Federer para ganar el segundo título de Masters de su carrera en el Abierto de Canadá de 2017, dijo: "Este contra Roger es algo muy especial para mí porque siempre fue un gran ídolo de mi infancia. El mejor jugador de todos los tiempos, vencerlo en una final, no en cualquier final, sino en la final de un Masters 1000, es increíble".
Zverev practica otros deportes en su tiempo libre como baloncesto y golf. Es fan del equipo de baloncesto NBA, Miami Heat y del Bayern Múnich en la Bundesliga. El mejor amigo de Zverev en la gira es el especialista brasileño en dobles Marcelo Melo, excampeón en dobles del Abierto de Francia y de Wimbledon. Melo aparece con frecuencia en el palco de Zverev durante los partidos, incluso en el Abierto de Washington de 2017 y las Finales de la ATP de 2018, las cuales ganó.
Sacha Zverev tiene diabetes tipo 1 desde los 4 años y promueve, a través de su Fundación Alexander Zverev los encuentro con niños con esta misma patología. 
Zverev tiene una hija llamada Mayla con su exnovia, Brenda Patea. Nació el 11 de marzo de 2021. Patea afirmó que Zverev tiene una participación mínima en la vida de su hija.
En octubre de 2020, Olga Sharýpova, otra de las exnovias de Zverev, lo acusó de abusar física y emocionalmente de ella durante el transcurso de su relación. Sharýpova declaró que Zverev la golpeó la cabeza contra una pared de su apartamento, le cubrió la cara con una almohada, la sujetó y la arrojó de su habitación de hotel en el US Open en 2019 sin muchas de sus pertenencias, incluido su pasaporte.  Zverev negó las acusaciones diciendo "...Es todo mentira, no hay nada cierto en todo lo que cuenta. [..] Cuanta más atención preste a esta historia, más grande y larga se hará. Estoy decidido a luchar contra eso". Los padres de Zverev, por otro lado, comentaron que Olya lleva un estilo de vida propio de una persona desequilibrada, y que su hijo era disciplinado". Olya decidió dar una entrevista de más de dos horas explicando toda la situación de violencia doméstica que presuntamente vivió con Zverev, en esta entrevista también deja en el aire la posibilidad de tener pruebas sobre esta experiencia traumática, aunque finalmente no presenta ninguna.  Zverev y Olya no hablan desde su separación en 2019. La ATP ha sacado un comunicado diciendo que condena totalmente cualquier tipo de violencia o abuso y que iniciará una investigación en este caso. Como consecuencia, Zverev tuvo que pagar una multa de 200.000 euros como parte de un acuerdo para terminar el proceso sin ir a juicio.

## Clasificación histórica
| Torneo | 2013            | 2014            | 2015            | 2016            | 2017         | 2018         | 2019         | 2020         | 2021         | 2022         | 2023         | 2024        | 2025        | Títulos  | G-P     | %       |
| --- | --------------- | --------------- | --------------- | --------------- | ------------ | ------------ | ------------ | ------------ | ------------ | ------------ | ------------ | ----------- | ----------- | -------- | ------- | ------- |
| Torneos de Grand Slam |                 |                 |                 |                 |              |              |              |              |              |              |              |             |             |          |         |         |
| A. Australia | A               | A               | Q1              | 1R              | 3R           | 3R           | 4R           | SF           | CF           | 4R           | 2R           | SF          | F           | 0 / 10   | 31-10   | 75%     |
| Roland Garros | A               | A               | Q2              | 3R              | 1R           | CF           | CF           | 4R           | SF           | SF           | SF           | F           | CF          | 0 / 10   | 38-10   | 79%     |
| Wimbledon | A               | A               | 2R              | 3R              | 4R           | 3R           | 1R           | ND           | 4R           | A            | 3R           | 4R          | 1R          | 0 / 9    | 16-9    | 64%     |
| Abierto de EE.UU | A               | Q2              | 1R              | 2R              | 2R           | 3R           | 4R           | F            | SF           | A            | CF           | CF          |             | 0 / 9    | 26-9    | 74%     |
| Títulos | 0               | 0               | 0               | 0               | 0            | 0            | 0            | 0            | 0            | 0            | 0            | 0           | 0           | 0 / 38   | 111-38  | 74%     |
| Ganados-Perdidos | 0-0             | 0-0             | 1-2             | 5-4             | 6-4          | 10-4         | 10-4         | 14-3         | 17-4         | 8-2          | 12-4         | 19-4        | 10-3        | 0 / 38   | 111-38  | 74%     |
| ATP Finals |                 |                 |                 |                 |              |              |              |              |              |              |              |             |             |          |         |         |
| ATP Finals | No se clasificó | No se clasificó | No se clasificó | No se clasificó | RR           | G            | SF           | RR           | G            | NSC          | RR           | SF          |             | 2 / 7    | 17-10   | 62%     |
| Títulos |                 |                 |                 |                 | 0            | 1            | 0            | 0            | 1            |              | 0            | 0           |             | 2 / 7    | 17-10   | 62%     |
| Ganados-Perdidos |                 |                 |                 |                 | 1-2          | 4-1          | 2-2          | 1-2          | 4-1          |              | 2-1          | 3-1         |             | 2 / 7    | 17-10   | 62%     |
| ATP Tour Masters 1000 |                 |                 |                 |                 |              |              |              |              |              |              |              |             |             |          |         |         |
| Indian Wells | A               | A               | Q1              | 4R              | 3R           | 2R           | 3R           | ND           | CF           | 2R           | 4R           | CF          | 2R          | 0 / 9    | 13-9    | 59%     |
| Miami | A               | A               | 2R              | 2R              | CF           | F            | 2R           | ND           | 2R           | CF           | 2R           | SF          | 4R          | 0 / 10   | 19-10   | 65%     |
| Montecarlo | A               | A               | A               | 2R              | 3R           | SF           | 3R           | ND           | 3R           | SF           | 3R           | 3R          | 2R          | 0 / 9    | 14-9    | 60%     |
| Madrid | A               | A               | A               | A               | CF           | G            | CF           | ND           | G            | F            | 4R           | 4R          | 4R          | 2 / 8    | 25-6    | 80%     |
| Roma | A               | A               | A               | 2R              | G            | F            | 2R           | A            | CF           | SF           | 4R           | G           | CF          | 2 / 9    | 27-7    | 79%     |
| Canadá | A               | A               | A               | 1R              | G            | CF           | CF           | ND           | A            | A            | 2R           | CF          |             | 1 / 6    | 12-5    | 70%     |
| Cincinnati | A               | Q1              | 1R              | 1R              | 2R           | 2R           | 2R           | 2R           | G            | A            | SF           | SF          |             | 1 / 9    | 12-8    | 60%     |
| Shanghái | A               | A               | A               | 3R              | 3R           | SF           | F            | No disputado | No disputado | No disputado | 2R           | 4R          |             | 0 / 6    | 12-6    | 66%     |
| París | A               | A               | A               | A               | 2R           | CF           | 3R           | F            | SF           | A            | 3R           | G           |             | 1 / 7    | 17-6    | 73%     |
| Títulos | 0               | 0               | 0               | 0               | 2            | 1            | 0            | 0            | 2            | 0            | 0            | 2           | 0           | 7 / 69   | 144-62  | 70%     |
| Ganados-Perdidos | 0-0             | 0-0             | 1-2             | 8-7             | 21-7         | 24-7         | 11-9         | 4-2          | 16-4         | 13-5         | 15-9         | 28-7        | 0-1         | 7 / 69   | 144-62  | 70%     |
| ATP Tour 500 |                 |                 |                 |                 |              |              |              |              |              |              |              |             |             |          |         |         |
| Dallas | ATP 250         | ATP 250         | ATP 250         | ATP 250         | ATP 250      | ATP 250      | ATP 250      | ATP 250      | ATP 250      | ATP 250      | ATP 250      | ATP 250     | A           | 0 / 0    | 0-0     | 0%      |
| Róterdam | A               | A               | 2R              | CF              | 1R           | 2R           | A            | A            | 1R           | A            | 2R           | A           | A           | 0 / 6    | 4-6     | 40%     |
| Doha | ATP 250         | ATP 250         | ATP 250         | ATP 250         | ATP 250      | ATP 250      | ATP 250      | ATP 250      | ATP 250      | ATP 250      | ATP 250      | ATP 250     | A           | 0 / 0    | 0-0     | 0%      |
| Río de Janeiro | A               | A               | A               | A               | A            | A            | A            | A            | ND           | A            | A            | A           | CF          | 0 / 1    | 2-1     | 0%      |
| Acapulco | A               | A               | A               | A               | A            | SF           | F            | 2R           | G            | 2R           | A            | 1R          | 2R          | 0 / 7    | 14-5    | 74%     |
| Dubái | A               | A               | 1R              | A               | A            | A            | A            | A            | A            | A            | SF           | A           | A           | 0 / 2    | 3-2     | 60%     |
| Barcelona | A               | A               | A               | 3R              | 3R           | A            | 2R           | ND           | A            | A            | A            | A           | A           | 0 / 3    | 3-3     | 50%     |
| Múnich | ATP 250         | ATP 250         | ATP 250         | ATP 250         | ATP 250      | ATP 250      | ATP 250      | ATP 250      | ATP 250      | ATP 250      | ATP 250      | ATP 250     | G           | 0 / 0    | 0-0     | 0%      |
| Halle | ATP 250         | ATP 250         | 2R              | F               | F            | 1R           | CF           | ND           | 2R           | A            | SF           | SF          | SF          | 0 / 8    | 18-8    | 69%     |
| Queen's Club | ATP 250         | ATP 250         | A               | A               | A            | A            | A            | ND           | A            | A            | A            | A           | A           | 0 / 0    | 0-0     | 0%      |
| Hamburgo | 1R              | SF              | 1R              | 1R              | A            | A            | SF           | ND           | A            | A            | G            | F           | 2R          | 1 / 7    | 16-6    | 72%     |
| Washington | A               | A               | CF              | SF              | G            | G            | A            | ND           | A            | A            | A            | A           |             | 2 / 4    | 16-2    | 89%     |
| Pekín | A               | A               | A               | CF              | SF           | 2R           | SF           | No disputado | No disputado | No disputado | SF           | A           |             | 0 / 5    | 12-5    | 71%     |
| Tokio | A               | A               | A               | A               | A            | A            | A            | No disputado | No disputado | A            | 1R           | A           |             | 0 / 1    | 0-1     | 0%      |
| Basilea | A               | 1R              | A               | A               | A            | SF           | 1R           | No disputado | No disputado | A            | A            | A           |             | 0 / 3    | 3-3     | 50%     |
| Viena | A               | A               | A               | A               | CF           | A            | A            | A            | G            | A            | CF           | CF          |             | 1 / 4    | 11-3    | 78%     |
| Títulos | 0               | 0               | 0               | 0               | 1            | 1            | 0            | 0            | 2            | 0            | 1            | 0           | 0           | 5 / 48   | 102-45  | 69%     |
| Ganados-Perdidos | 0-1             | 3-2             | 4-5             | 13-6            | 16-5         | 18-5         | 12-6         | 1-1          | 11-2         | 1-0          | 17-6         | 9-4         | 3-2         | 5 / 48   | 102-45  | 69%     |
| Representación nacional |                 |                 |                 |                 |              |              |              |              |              |              |              |             |             |          |         |         |
| Juegos Olímpicos | No disputado    | No disputado    | No disputado    | A               | No disputado | No disputado | No disputado | No disputado | G            | No disputado | No disputado | CF          | ND          | 1 / 2    | 9-1     | 90%     |
| Copa Davis | A               | A               | A               | 1R              | 1R           | CF           | CF           | ND           | A            | A            | A            | A           |             | 0 / 4    | 9-5     | 64%     |
| ATP Cup | Inexistente     | Inexistente     | Inexistente     | Inexistente     | Inexistente  | Inexistente  | Inexistente  | RR           | SF           | RR           | Inexistente  | Inexistente | Inexistente | 0 / 3    | 3-6     | 33%     |
| United Cup | Inexistente     | Inexistente     | Inexistente     | Inexistente     | Inexistente  | Inexistente  | Inexistente  | Inexistente  | Inexistente  | Inexistente  | RR           | G           | CF          | 1 / 3    | 6-3     | 66%     |
| Estadísticas |                 |                 |                 |                 |              |              |              |              |              |              |              |             |             |          |         |         |
| | 2013            | 2014            | 2015            | 2016            | 2017         | 2018         | 2019         | 2020         | 2021         | 2022         | 2023         | 2024        | 2025        | Totales  | Totales | Totales |
| Torneos ATP jugados | 1               | 6               | 17              | 23              | 25           | 21           | 24           | 9            | 18           | 10           | 26           | 21          | 5           | 206      | 206     | 206     |
| Torneos ATP ganados | 0               | 0               | 0               | 1               | 5            | 4            | 1            | 2            | 6            | 0            | 2            | 2           | 0           | 23       | 23      | 23      |
| Finales ATP disputadas | 0               | 0               | 0               | 3               | 6            | 6            | 3            | 4            | 6            | 2            | 2            | 4           | 1           | 37       | 37      | 37      |
| Dura G-P | 0-0             | 0-1             | 5-10            | 25-15           | 32-15        | 37-13        | 26-14        | 25-10        | 41-9         | 12-5         | 30-18        | 40-13       | 9-3         | 15 / 122 | 282-126 | 69%     |
| Tierra batida G-P | 0-1             | 4-5             | 4-3             | 13-7            | 16-4         | 21-4         | 16-8         | 3-1          | 14-4         | 17-5         | 20-7         | 23-6        | 3-2         | 8 / 64   | 154-57  | 73%     |
| Hierba G-P | 0-0             | 0-0             | 5-4             | 6-2             | 9-3          | 2-2          | 2-3          | 0-0          | 4-2          | 0-0          | 5-2          | 6-2         |             | 0 / 20   | 39-20   | 66%     |
| Ganados-Perdidos | 0-1             | 4-6             | 14-17           | 44-24           | 57-22        | 60-19        | 44-25        | 28-11        | 59-15        | 29-10        | 55-27        | 69-21       | 12-5        | 475-203  | 475-203 | 475-203 |
| Victorias (%) | 0%              | 40%             | 45%             | 65%             | 72%          | 76%          | 64%          | 72%          | 80%          | 74%          | 67%          | 77%         | 71%         | 70%      | 70%     | 70%     |
| Leyenda: G: Torneo ganado; F: Finalista; SF: Semifinalista; CF: Cuartos de final; R:Rondas previas; PO: Repesca; A: Ausente; G-P: Ganados-Perdidos; ND: No disputado. |                 |                 |                 |                 |              |              |              |              |              |              |              |             |             |          |         |         |

## Ranking ATP al final de la temporada
| Año                     | 2012 | 2013 | 2014 | 2015 | 2016 | 2017 | 2018 | 2019 | 2020 | 2021 | 2022 | 2023 | 2024 |
| Ranking en individuales | 837  | 809  | 137  | 83   | 24   | 4    | 4    | 7    | 7    | 3    | 12   | 7    | 2    |